# Invasiones japonesas de Corea (1592-1598)
Las invasiones japonesas de Corea fueron un conflicto bélico desarrollado entre 1592 y 1598 en el que se vieron envueltos tres países asiáticos: Japón, China y Corea. El regente japonés Toyotomi Hideyoshi, uno de los «grandes pacificadores de Japón», decidió conquistar China, por lo que solicitó la asistencia de la dinastía Joseon, así como libre tránsito a través de la península de Corea. Debido a que Corea era un país vasallo de la dinastía Ming, la petición fue rechazada. Como respuesta, Hideyoshi preparó sus tropas y convocó a los distintos daimio (señores feudales) para la invasión del país.
Después de un rápido y eficaz avance de las tropas japonesas por el territorio coreano, la brillante campaña naval del almirante Yi cortó el suministro de recursos para los invasores, lo que los obligó a detener su avance. Toda la milicia coreana, junto con la intervención del ejército chino, obligó al gobierno japonés a entablar negociaciones de paz con China en 1593. Después de que las peticiones de Hideyoshi fueron denegadas, la guerra entró en una nueva fase en 1597, cuando se reanudaron las hostilidades. El conflicto culminó finalmente en 1598 con el retiro total de las tropas invasoras tras la muerte de Hideyoshi.
Aunque generalmente se las considera como dos invasiones aisladas, en realidad hubo presencia japonesa durante el lapso entre esas dos invasiones masivas, por lo que algunos historiadores consideran el conflicto como una sola guerra.
Este acontecimiento fue el primero en Asia en involucrar ejércitos con un número elevado de soldados portando armas modernas y representó un severo daño para Corea. Este país sufrió la pérdida del 66 % de sus tierras cultivables y la extracción de artesanos y académicos que fueron llevados en contra de su voluntad a Japón, mermando el desarrollo de la ciencia en aquel país. Otra pérdida importante tuvo lugar en el aspecto histórico y cultural, ya que muchos registros fueron quemados junto con varios palacios imperiales en Seúl. China vio mermadas sus finanzas y, como consecuencia, la dinastía Ming quedó significativamente debilitada. Esto facilitaría el ascenso al poder de la dinastía Qing.
Este conflicto armado es conocido por varios nombres, entre ellos: «invasión de Hideyoshi a Corea», «guerra de los Siete Años», «guerra Renchen para defender a la Nación» o «guerra Imjin». El enfrentamiento recibe estos dos últimos nombres debido a que se desarrolló durante el año conocido como renchen o imjin del ciclo sexagesimal, en China y en Corea respectivamente.

## Origen del nombre
En coreano, la primera invasión fue conocida como «Rebelión de piratas japoneses de Imjin» (Imjin Waeran) —debido a que 1592 fue el año Imjin (임진), de acuerdo al ciclo sexagesimal—. La invasión nunca fue etiquetada por los historiadores coreanos de la época como «guerra» debido a que consideraban a su país un pueblo superior a Japón. La segunda invasión fue conocida como «Segunda guerra de Jeong-yu».
En el bando japonés, la primera invasión fue conocida como «Guerra de Bunroku» (文禄の役 Bunroku no eki?) debido a que fue precisamente durante la era japonesa de Bunroku (1592-1596) cuando se llevó a cabo. La segunda invasión fue conocida como «Guerra de Keichō» (慶長の役 Keichō no eki?).
En chino, la guerra es conocida como «Guerra Renchen para defender a la Nación» —por el mismo motivo que en Corea; el nombre del año correspondiente a 1592 en el ciclo sexagesimal es conocido en aquel país como Renchen— o como «Campaña de Wanli en Corea», en honor al emperador reinante.

## Historia

Ubicación de las ocho antiguas provincias de Corea: Pyongan, Hamgyong, Hwanghae, Gangwon, Gyeonggi, Chungcheong, Gyeongsang y Jeolla.

### Contexto

#### Corea y China antes de la guerra
En 1388, el general coreano Yi Seong-gye lideró un golpe de Estado para derrocar al rey U de la dinastía Goryeo, estableciendo así la dinastía Joseon. Esta dinastía recibió el reconocimiento de China y la integró a su sistema tributario bajo el precepto conocido como «Mandato del Cielo», filosofía mediante la cual justificaban la legitimidad o ilegitimidad de un gobierno.
Tanto la dinastía coreana de Joseon como la Ming de China compartían muchos aspectos: ambas emergieron durante el siglo XIV a la caída del gobierno mongol, ambas establecieron los principios del confucionismo como un ideal de sociedad y gobierno, además de que luchaban en contra de similares amenazas extranjeras (como los piratas Yurchen o los piratas wakō japoneses). Internamente, tanto China como Corea sufrían de disputas entre las diversas facciones políticas. Este factor tendría una influencia considerable en las decisiones tomadas por el gobierno coreano antes de la guerra y las tomadas por el gobierno chino durante ella. La mutua dependencia económica de ambos países, así como el tener enemigos en común resultó en una relación amistosa y próspera entre ellos.

#### Los preparativos de Hideyoshi

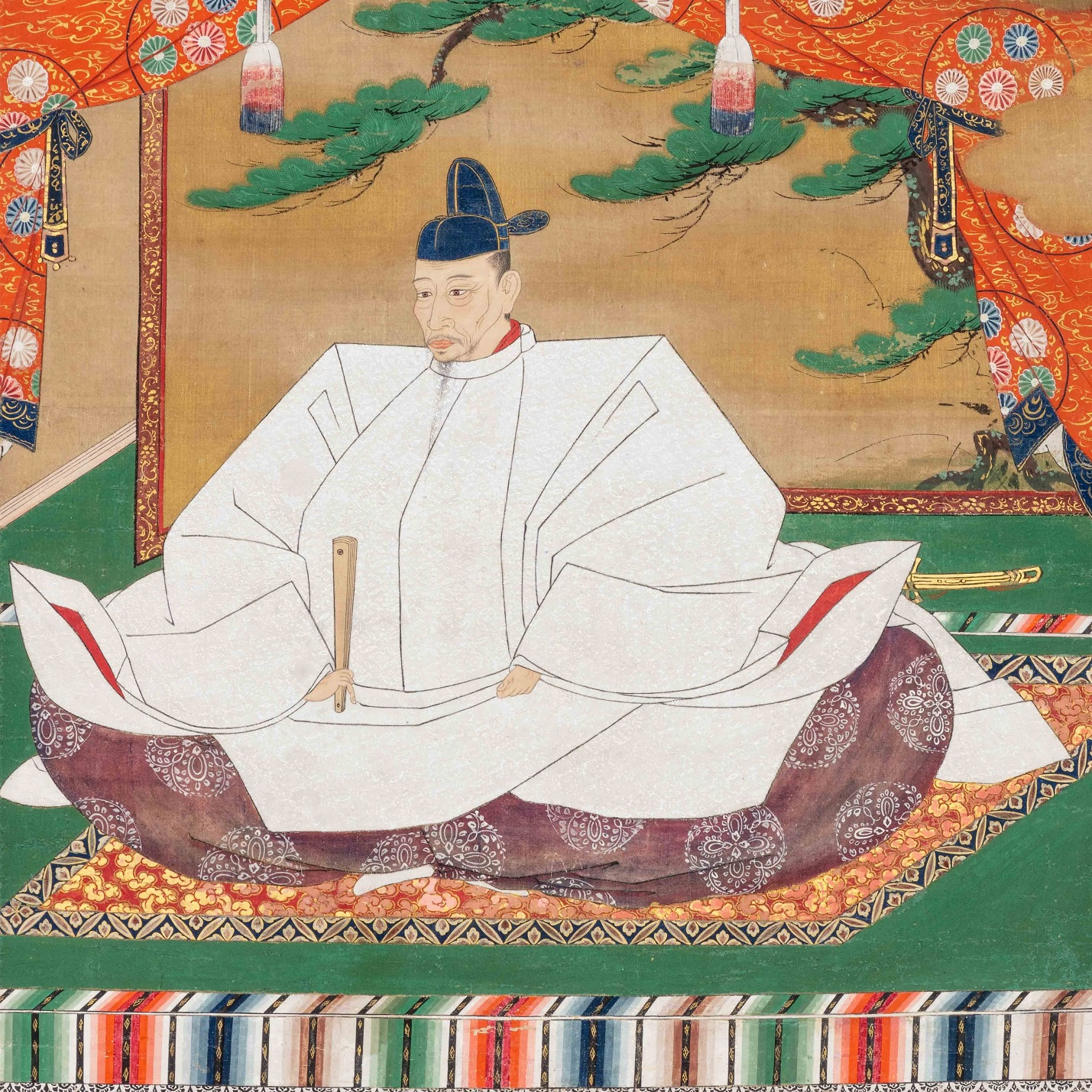
Retrato de Toyotomi Hideyoshi, dibujado en 1598.

Hacia finales del siglo XVI, Toyotomi Hideyoshi, siguiendo los pasos de su antiguo señor, Oda Nobunaga, había logrado unificar Japón momentáneamente, lo que significó un breve periodo de paz. Debido a que Hideyoshi no tenía una ascendencia real ni procedía de ninguno de los clanes japoneses históricos, nunca le fue otorgado el título de shōgun (将軍?); a cambio, recibió un título menor: el de kanpaku (関白 regente?). Por esta razón buscó legitimar su gobierno a través del poder militar y al mismo tiempo disminuir la dependencia hacia el emperador de Japón. Algunas fuentes aseguran que Hideyoshi planeó la invasión a China para cumplir la misión de Nobunaga, así como para disminuir el riesgo de una posible rebelión interna debido al exceso de guerreros samurái y soldados en el país. Otra de las posibles motivaciones de Hideyoshi fue la de subyugar los estados menores vecinos (por ejemplo Ryūkyū, Luzón, Taiwán y Corea).
La derrota del clan Hōjō tardío en 1590 llevó finalmente al país a una segunda etapa de «pacificación», por lo que Hideyoshi comenzó los preparativos para la siguiente batalla. A comienzos de marzo de 1591, el daimyō de Kyūshū construyó el Castillo Nagoya, el cual estaba planeado para ser el centro de movilización de las tropas invasoras. En 1592 Hideyoshi envió una carta a Filipinas demandándole tributo y asegurando que Japón ya lo recibía de Corea y del Reino de Ryukyu.
Como preparativo para la guerra, desde comienzos de 1586 se había comenzado la construcción de 2000 barcos. Para darse una idea de la fuerza militar coreana, Hideyoshi envió una fuerza de ataque de 26 barcos a la costa del sur de Corea en 1587. De este ataque concluyó que la armada coreana era incompetente. En el campo diplomático, Hideyoshi trató de favorecer relaciones amistosas con China y ayudó a vigilar las rutas de comercio en contra de los piratas wakō.

#### Relaciones diplomáticas entre Japón y Corea

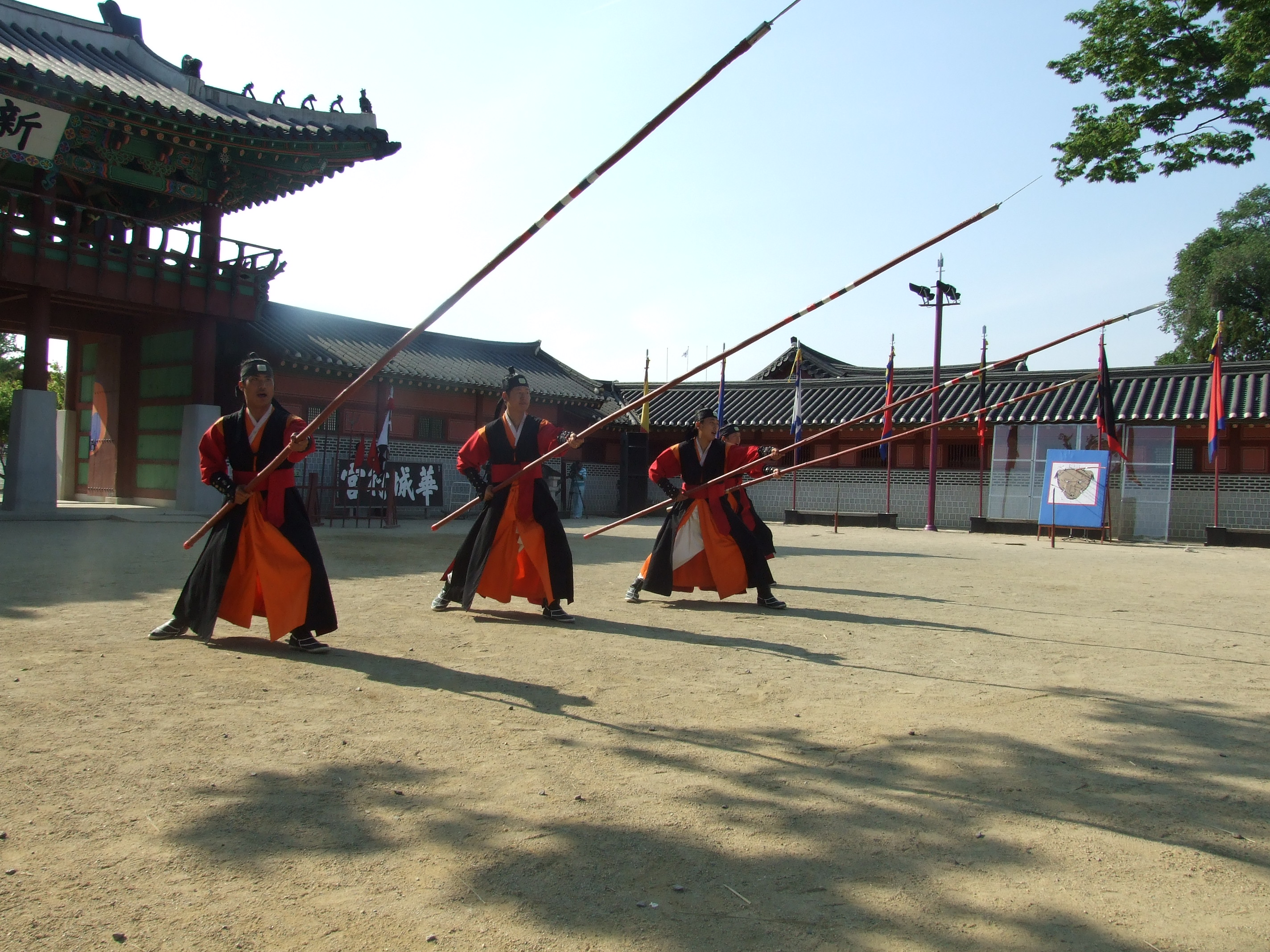
Vestimenta utilizada en Corea durante el reinado de la dinastía Joseon.

En 1587, durante el reinado del rey Seonjo, Hideyoshi envió a Tachibana Yasuhiro a Corea con el objetivo de restablecer las relaciones diplomáticas rotas desde 1555 debido a un gran ataque pirata japonés. Con el restablecimiento de aquellas, Hideyoshi esperaba poder inducir a la Corte Yi a unirse a Japón en una guerra contra China. Yasuhiro —un samurái con una actitud desafiante hacia los oficiales coreanos y sus costumbres, a las que consideraba como afeminadas— no tuvo éxito en recibir la promesa de futuras misiones diplomáticas de parte de Corea. Alrededor de 1589, una segunda embajada de parte de Hideyoshi encabezada por Sō Yoshitoshi (o Yoshitomo) llegó a Corea y obtuvo garantías para ser recibidos a cambio de los rebeldes coreanos que se habían refugiado en Japón.
En abril de 1590, los embajadores coreanos Hwang Yun-gil y Kim Saung-il, entre otros, salieron rumbo a Kioto, donde tuvieron que esperar por cerca de dos meses a que Hideyoshi concluyera la campaña de Odawara en contra de los Hōjō. A su regreso intercambiaron regalos ceremoniales y le entregaron una carta del rey Seonjo. Hideyoshi había supuesto que los embajadores habían arribado para pagar vasallaje, por lo que no les brindaron el tratamiento oficial requerido en asuntos diplomáticos. Al final, los embajadores coreanos le solicitaron a Hideyoshi que respondiera la carta del rey de Corea, por lo que tuvieron que esperar 20 días a la puerta de Sakai. En la carta, Hideyoshi comunicó formalmente su intención de que Corea se sometiera a Japón y lo apoyara en su guerra contra China.
Al regreso de los embajadores, la corte Yi mantuvo una serie de discusiones concernientes a la invitación japonesa. Mientras que  Hwang Yun-gil entregó a la Corte sus cálculos referentes a la fuerza militar que realmente poseía Japón, Kim Saung-il aseguró que la amenaza de Hideyoshi no era real. Más aún, muchos consideraron que Japón no tenía la fuerza suficiente como para iniciar una guerra. Aunque el rey Seonjo argumentó inicialmente que los Ming debían ser informados de las intenciones japonesas, para evitar suspicacias que pudieran comprometer al país como aliado de Japón, al final decidieron esperar el curso de los acontecimientos.
En una tercera misión diplomática, los enviados del rey Seonjo reprendieron a Hideyoshi por atentar contra el sistema tributario chino. Hideyoshi respondió con una carta fuerte e irrespetuosa, la cual fue ignorada en Corea debido a que no había sido entregada en persona, según sus costumbres. Ante la segunda negativa, Hideyoshi en 1592, decidió armar sus tropas para luchar en contra de Corea. Este último país, por su parte, consideraba que el intento de invasión de Hideyoshi no sería más serio que los ataques piratas que había enfrentado con anterioridad.

### Primera invasión (1592-1593)

#### Ataques iniciales

##### Busán y Dadaejin
En la mañana del 23 de mayo de 1592, la primera división de 7000 soldados liderados por Agustín Konishi Yukinaga salió de Tsushima, llegando al puerto de la ciudad de Busán por la tarde. La flota coreana había detectado con anterioridad la flota japonesa, pero Won Gyun, comandante de Gyeongsang, desestimó la flota al considerarla como navíos mercantes en una misión. Un reporte posterior en el que se notificaban 100 barcos más levantó sospechas del mismo modo, pero nuevamente el general no actuó ante la amenaza. Sō Yoshitoshi desembarcó en la orilla de Busán y preguntó nuevamente a los habitantes por un pasaje seguro hacia China y, ante la negativa de respuesta, decidió esperar a la mañana siguiente para asediar la ciudad, mientras que Konishi Yukinaga atacó el fuerte de Dadaejin.
Mientras que en el bando japonés se aseguraba que se habían ocasionado entre 8500 y 30 000 muertes, crónicas coreanas aseguraban que el mismo ejército japonés había sufrido considerables bajas antes de tomar la ciudad.

##### Dongnae

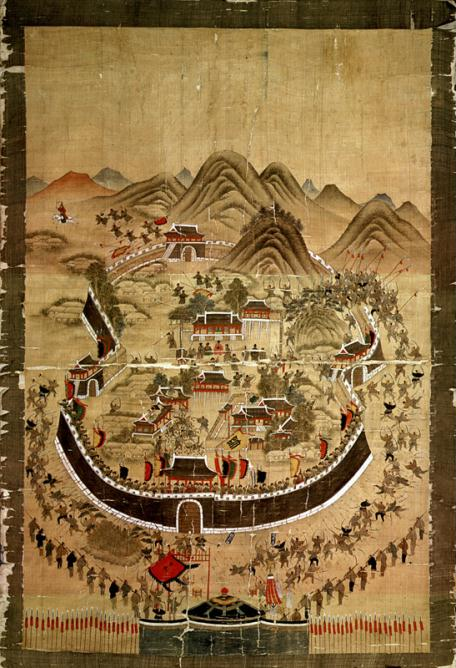
"Dongnaebu Sunjeoldo", pintura coreana de 1760 que representa la batalla de Dongnae.

Durante la mañana del 25 de mayo, la primera división arribó a la fortaleza de Dongnae. La batalla duró alrededor de doce horas y, tras dar muerte a 3000 y capturar a 500 soldados del bando contrario, los japoneses se alzaron con la victoria.  Por otro lado, los japoneses sufrieron 500 bajas, entre ellas 100 muertos y 400 heridos. Existe una leyenda popular que relata parte de lo acontecido con el gobernador a cargo, Song Sang-hyeon, como protagonista. Cuando Konishi Yukinaga exigió nuevamente que los coreanos permitieran a las tropas japonesas el paso por la península, el gobernador contestó: «Es muy fácil para mí morir, pero difícil permitirles el paso». Aun cuando los samuráis japoneses se acercaron a su puesto de comando, Song permaneció sentado y mostrando absoluta dignidad. Se dice que cuando un soldado japonés le cortó el brazo derecho con el que sostenía su cetro de comando, Song recogió el cetro con el brazo izquierdo, por lo que también le fue cortado. Según la leyenda, procedió inmediatamente a recogerlo de nuevo, ahora con la boca, siendo finalmente asesinado. Los invasores, impresionados por la actitud del gobernador, dieron a su cuerpo un entierro ceremonial digno.

##### Ocupación de la Provincia de Gyeongsang
La segunda división de Katō Kiyomasa desembarcó en Busán el 27 de mayo, mientras que la tercera división de Kuroda Nagamasa arribó al este de Nakdong el 28. La segunda división tomó la ciudad abandonada de Tongdo al siguiente día de su llegada a tierras coreanas y para el 30 de mayo ya habían capturado Kyongju. La tercera división capturó el castillo Kimhae, en donde mantuvieron a los defensores bajo disparos de arma de fuego, mientras construían rampas mediante fardos de cultivos para introducirse en la fortificación. El 3 de junio la tercera división capturó Unsan, Changnyong, Hyonpung, y Songju. Mientras tanto, la primera división de Yukinaga tomaba la fortaleza de Yangsan después de que sus defensores huyesen tras los primeros disparos de arcabuz hechos por la avanzada japonesa. Posteriormente, el día 26 de mayo, tomaron  el castillo Miryang. La primera división aseguró la fortaleza de Cheongdo los siguientes días, destruyendo asimismo la ciudad de Daegu. Para el 3 de junio, la primera división cruzó el río Nakdong e hizo una escala en la montaña Sonsan. En un plazo de 5 días las tropas japonesas fueron capaces de conquistar completamente la provincia con pequeñas escaramuzas al no permitir la reorganización del ejército coreano.

#### Respuesta de Joseon
Después de recibir la noticia de los ataques japoneses, el gobierno Joseon nombró al general Yi Il como comandante de las fronteras. Este último se dirigió hacia Myongyong, situado estratégicamente en el pasaje Choryong para juntar sus tropas, pero tuvo que viajar hasta la ciudad de Daegu para reunir a todo su ejército. Una vez que las tropas estuvieron completas, éstas regresaron a Sangju, con excepción de los sobrevivientes de la batalla de Dongnae, quienes permanecieron en la retaguardia del pasaje Choryong. Mientras tanto, se instauró el servicio militar obligatorio, se depuso a los generales que no poseían de la suficiente experiencia y se reorganizó la flota restante en el puerto de Yosu para ser entrenados por el almirante Yi Sun-Sin.

##### Batalla de Sangju
El 4 de junio, el general Yi comandó una tropa de menos de 1000 soldados y se situó en los altos de las colinas pequeñas con el objetivo de enfrentar a la primera división que avanzaba hacia ellos. Al visualizar una columna de humo, Yi supuso que se trataba de algún incendio provocado por las fuerzas invasoras, por lo decidió enviar un explorador para cerciorarse. El explorador, al acercarse a un puente cercano, fue emboscado y decapitado por soldados japoneses, lo que desmoralizó en gran manera a los soldados coreanos. Momentos después, comenzó lo que es conocido como batalla de Sangju, con el ataque con armas de fuego por parte de los japoneses, a lo que las tropas coreanas respondieron lanzando flechas que se quedaban cortas de distancia. Las fuerzas japonesas se dividieron en tres: una para atacar el frente, mientras que las otras dos atacaron los flancos. La batalla finalizó cuando el general Yi decidió huir, contabilizándose 300 muertes y 600 deserciones para el bando coreano.

##### Batalla de Chungju

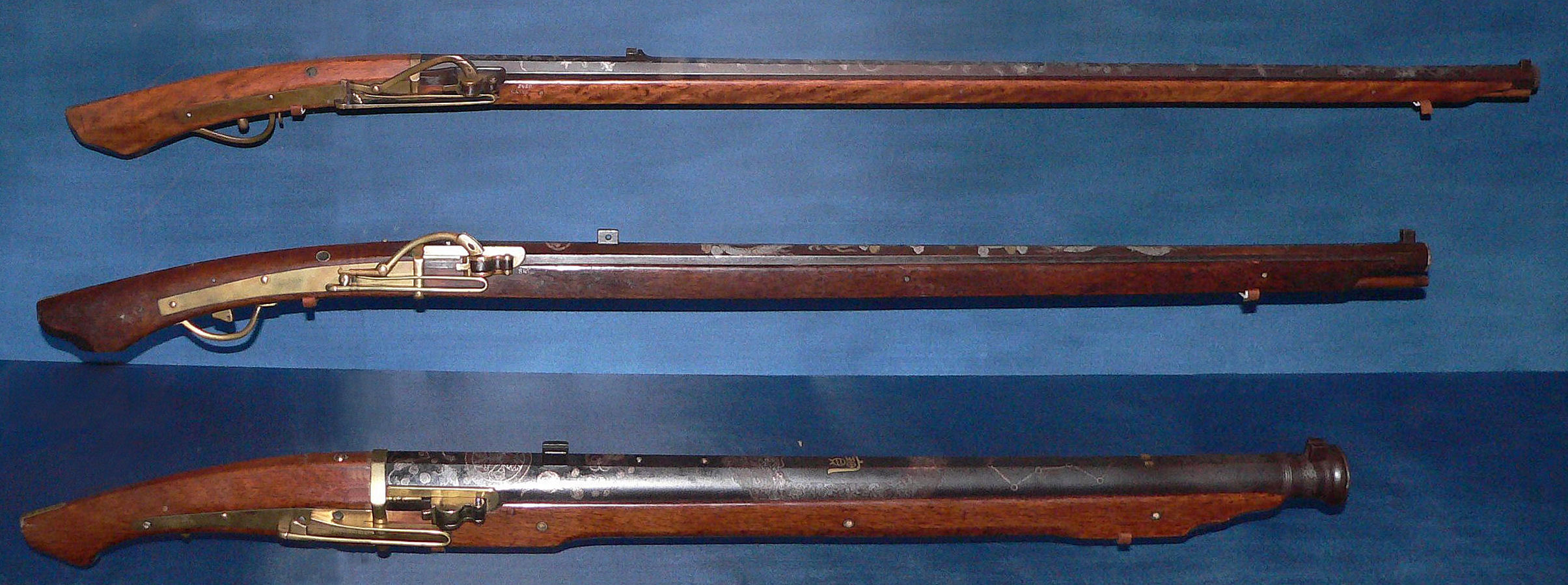
Arcabuz japonés de la era Edo.

Después de replegarse, el general Yi planeó utilizar el pasaje Choryong para vigilar el avance enemigo. Sin embargo, el comandante Sin Rip arribó al área con una división de caballería, por lo que las tropas, estimadas en 8000 elementos, se desplazaron hacia la fortaleza Chungju, la cual se encontraba por encima del pasaje. El general Sin Rip decidió entonces enfrentarse en campo abierto con el ejército invasor, con la finalidad de aprovechar su caballería, por lo que las tropas fueron reunidas y organizadas en los campos de Tangeumdae. Debido a que la mayoría de sus elementos eran reclutas recién entrenados, Sin temió que pudieran huir al comenzar la batalla, por lo que ordenó que se presentaran en la convergencia de los ríos Talcheon y Han, la cual tenía la forma de una «Y». El lugar estaba lleno de campos de arroz inundados, lo cual no era ideal para realizar maniobras con la caballería.
El 5 de junio, la primera división, integrada por 18 000 elementos, salió de Sangju y por la noche llegó a la fortaleza abandonada de Mungyong. A la mañana siguiente, la primera división arribó a Tangumdae, donde se enfrentó a la caballería coreana durante la batalla de Chungju. Konishi dividió sus tropas en tres secciones, las cuales atacaron el frente y ambos flancos con disparos de arcabuz. Nuevamente los arqueros coreanos no pudieron hacer frente al enemigo con sus arcos debido a su corto alcance frente a los mosquetes japoneses. Por otro lado, dos ataques de caballería coreana fallaron en su intento de atacar las líneas enemigas. Debido a esto, el general Sin y el resto de oficiales decidieron suicidarse en el río y los soldados restantes murieron, ya sea ahogándose en su intento de cruzarlo o decapitados por las tropas japonesas. El resultado final de la batalla supuso la cantidad de 8000 bajas entre 3000 muertes y 5000 prisioneros por parte del Ejército coreano, así como la aniquilación del Estado Mayor. Los japoneses sufrieron 3500 bajas.

#### Captura de Seúl

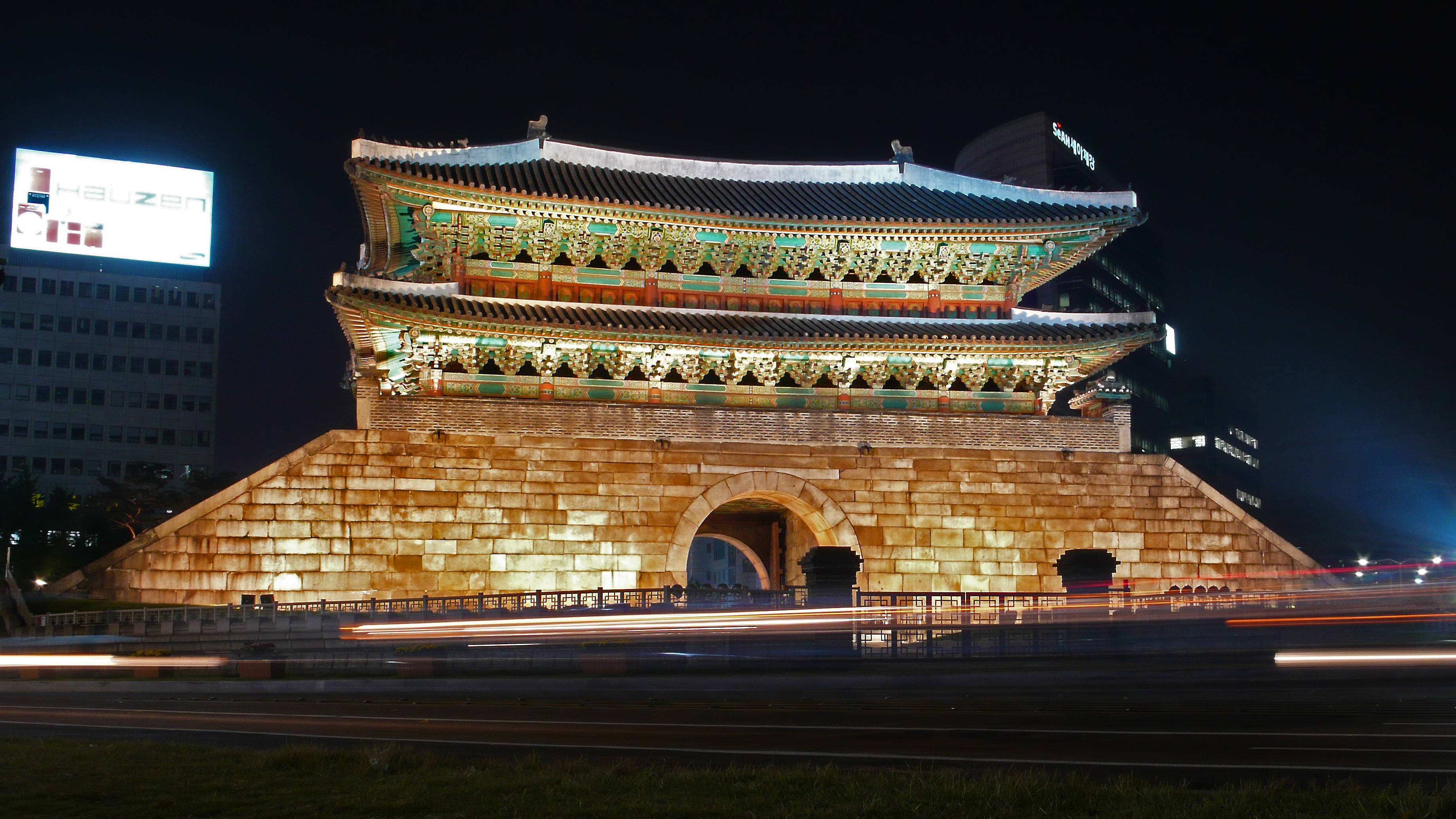
El Namdaemun es una puerta monumental histórica ubicada en el centro de Seúl. Katō Kiyomasa entró a la ciudad por esta puerta.

La segunda división, liderada por Katō Kiyomasa, arribó a Chungju, seguida de cerca por la tercera división. Kiyomasa expresó su molestia ante la actitud de Konishi, quien no esperó en Busán como se había planeado, sino que había intentando llevarse toda la gloria. Nabeshima Naoshige propuso entonces que las tropas japonesas se dividieran en dos grupos, y que cada uno siguiera una ruta distinta hacia Hanseong —la capital, hoy llamada Seúl—. Los dos grupos comenzaron la carrera por la conquista de Hanseong el 8 de junio. Mientras Katō tomó el camino más corto a través del río Han, Konishi siguió río arriba, donde la altura del agua era menor y, por lo tanto, más sencillo de cruzar. Konishi llegó primero, el 10 de junio, encontrando el castillo abandonado y sus puertas firmemente cerradas, debido a que el rey Seonjo había huido un día antes. El grupo encabezado por Kiyomasa llegó al siguiente día, después de haber tenido que tomar el mismo camino que el primer grupo, mientras que la tercera y cuarta divisiones llegaron dos días después, el 12 de junio. La quinta, sexta, séptima y octava divisiones desembarcaron en Busán y una novena permaneció estacionada en la isla de Iki como reserva.
Algunas partes de Hanseong habían sido ya saqueadas, incendiadas —como los registros de los esclavos y armas— y abandonadas por los habitantes.  Esto había ocurrido después de que el general Kim Myong-won, encargado de la defensa a lo largo del río Han, había huido, al igual que el propio rey. Algunas zonas de la costa sur del río Imjin fueron incendiadas para evitar que las tropas japonesas tuvieran acceso a materiales que pudiesen utilizar para cruzarlo. Además de esto, el general Kim Myong-won desplegó 12 000 elementos en cinco puntos distintos del río.

#### Campañas japonesas en el norte

##### El cruce del río Imjin
Mientras que la primera división descansaba en Hanseong, la segunda división comenzó a encaminarse hacia el norte. Estacionadas por dos semanas en el río Imjin, debido a que no contaban con botes para cruzarlo, las tropas japonesas enviaron un mensaje al General Kim Muong-won, que se encontraba del otro lado del río, solicitándole el paso hacia China. Ante la nueva negativa, decidieron dirigirse parcialmente hacia la fortaleza de Paju para intentar que las tropas coreanas tomaran la iniciativa del combate, abandonaran sus posiciones fortificadas y atravesaran el río. Las tropas coreanas, alrededor de 13.000 tropas, vieron esto como una retirada y el general Sin Kil propuso perseguir al enemigo. El general Yu Kuk-Ryang entendió el movimiento enemigo como una trampa y prefirió no movilizar las tropas. Sin Kil le acusó de cobarde delante del resto de tropas y decidió pasar al ataque. Al amanecer del siguiente día lanzaron un ataque contra las tropas que se habían quedado a orillas del Imjin. Debido al ataque, el principal ejército japonés de la segunda división tomó represalias en contra de las aisladas tropas enemigas con sus mosquetes, haciendo que las tropas coreanas intentaran huir a desbandada hacia el río y capturando sus botes. En este incidente, tanto el general Sin Kil como Yu Kuk-Ryang murieron en combate. Ante tal situación, el General Kim Muong-won decidió replegarse hacia la fortaleza de Kaesong, seguido por la primera y la segunda división. Las tropas japonesas, con los nuevos botes coreanos capturados, tras pasaron el río apenas defendido por escasos reductos. Los japoneses apenas sufrieron bajas frente a las 10.000 bajas coreanas.

##### Distribución de las fuerzas japonesas en 1592
Hideyoshi, desde el comienzo de la invasión, había tenido la idea de ir a dirigir sus tropas en territorio enemigo, una vez que se hubiera conseguido un pasaje seguro,  la toma de Seúl pareció garantizárselo. Las súplicas tanto de su madre como del mismo emperador de Japón evitaron que saliera del país, por lo que Ukita Hideie tomó el control de las tropas al ser nombrado «Comandante supremo». En su labor lo acompañarían tres bugyō (comisionados): Mashita Nagamori, Ishida Mitsunari y Ōtani Yoshitsugu y los «Cuatro Generales»: Hasegawa Hidekazu, Kimura Shigekore, Katō Mitsuyasu y Maeno Nagayasu.
La primera decisión de Hideie fue distribuir las divisiones a lo largo del territorio coreano, buscando abarcar las ocho provincias: La primera división perseguiría al rey en Pyongan, la segunda atacaría la provincia de Hamgyong en la parte noreste de la península, la sexta división atacaría la provincia de Jeolla al sur, la cuarta aseguraría la provincia de Gangwon, mientras que la tercera, quinta, séptima y octava estabilizarían las provincias de Hwanghae, Chungcheong, Gyeongsang y Gyeonggi respectivamente.

##### Captura de Pyeongyang

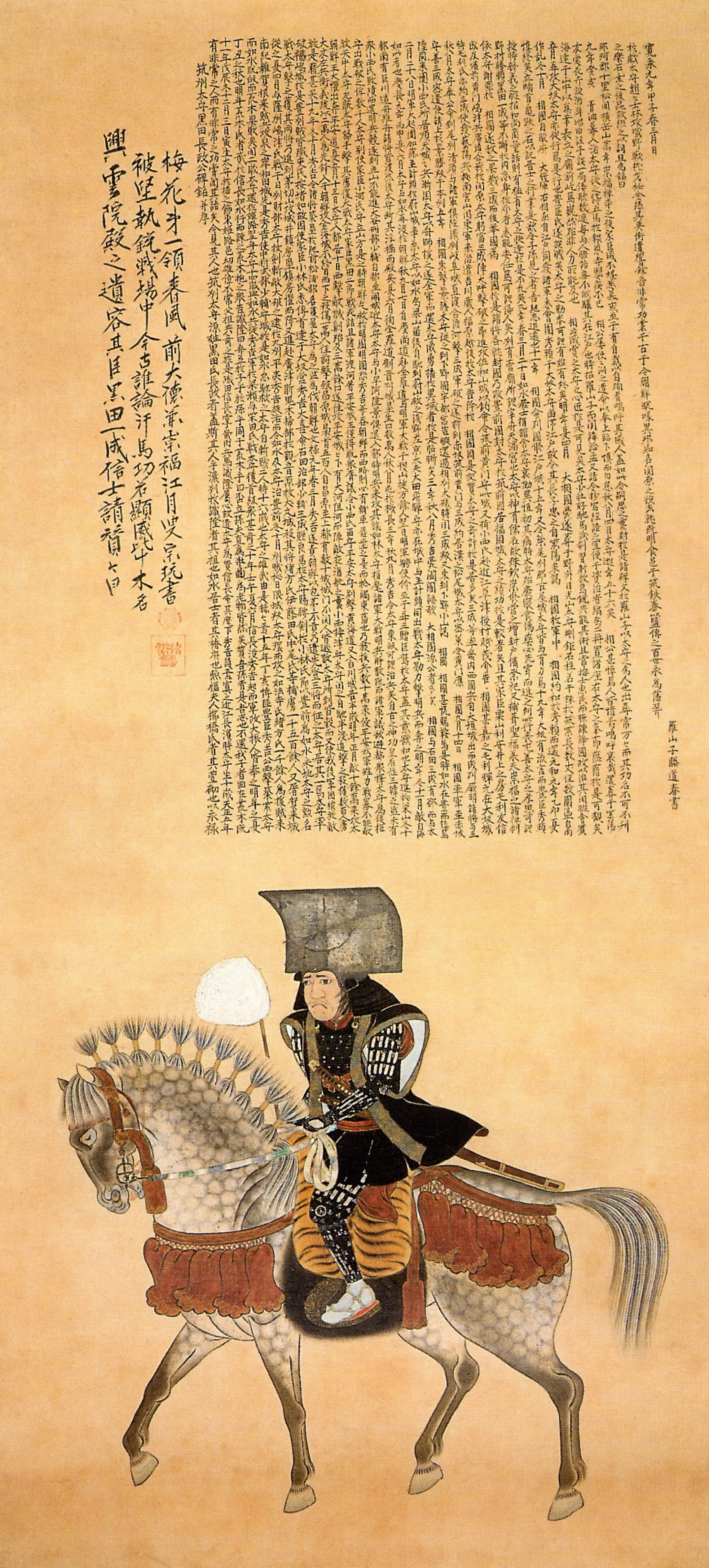
Representación de Kuroda Nagamasa, una de las principales figuras durante el conflicto bélico.

La primera división de Konishi Yukinaga se dirigió hacia el norte, saqueando en el trayecto Pyongsan, Sohung, Pungsan, Hwangju y Chunghwa. En este último lugar se encontró con las tropas de la tercera división de Kuroda Nagamasa, por lo que juntas continuaron su camino hacia la ciudad de Pyeongyang, localizada detrás del río Taedong. En el castillo de dicha ciudad, 10 000 elementos de las tropas coreanas aguardaban el arribo de 30 000 soldados japoneses, mientras que el Rey Seonjo huía hasta Uiji, un pueblo al sur del río Yalu, límite del país con China.
La noche del 22 de julio, los coreanos cruzaron el río sigilosamente y lanzaron un ataque sorpresa en contra del campamento enemigo de Sō Yoshitomo. Debido a esto, el resto de la tropa invasora se motivó y atacó la retaguardia de las posiciones coreanas, acabando con los refuerzos que cruzaban el Taedong. El resto de los soldados de Corea se replegaron de vuelta hacia Pyeongyang y las tropas niponas desistieron en su intento por seguirlos, para observar el modo en que los enemigos habían cruzado el río. Al día siguiente, siguiendo el método empleado por los coreanos para cruzar el río, las tropas invasoras comenzaron a enviar elementos al otro lado del mismo, por lo que el ejército coreano abandonó la ciudad al anochecer. Con esto despejaron completamente el camino para los samuráis, quienes entraron a la ciudad abandonada el 24 de julio.

##### Campañas en la Provincia de Gangwon
En julio, la cuarta división liderada por Mōri Yoshinari salió de la ciudad capital de Hanseong con rumbo al este, capturando las fortificaciones de la costa oriental, desde Anbyon hasta Samcheok. De ahí prosiguieron su marcha hacia el interior de la península para capturar Jeongseon, Yeongwol y Pieonchang, con el objetivo final de asentarse en la capital provincial de Wonju. En esta ciudad, Mōri Yoshinari estableció una administración civil con un sistema social de castas de acuerdo al modelo japonés. Shimazu Yoshihiro, uno de los generales de la cuarta división, llegó demorado a Gangwon debido a la rebelión Umekita, y terminó la campaña asegurando Chunchon.

##### Campañas de la Provincia de Hamgyong y Manchuria

Mapa de la península de Corea que muestra los principales escenarios de los enfrentamientos terrestres que se llevaron a cabo durante la primera fase de la invasión japonesa.

Katō Kiyomasa, al mando de 20 000 hombres, cruzó la península hacia Anbyon, en una marcha de diez días, y atacó los castillos que encontró a su paso por la costa este en su trayecto hacia el norte. Entre los castillos capturados estaba el de Hamhung, perteneciente a la ciudad capital de la provincia de Hamgyong. En este lugar, parte de la tropa permaneció para establecer una administración civil y de defensa.
El resto de la división, compuesta por 10 000 hombres, continuó avanzando hacia el norte. El 23 de agosto, en Songjin (hoy Kimchaek), se enfrentó a los ejércitos del norte y sur de Hamgyong, comandados por Yi Yong. La caballería coreana tomó ventaja de la lucha a campo abierto y replegó a las tropas invasoras hasta una bodega de granos. En ese lugar, los japoneses pudieron poner barricadas con pacas de arroz y finalmente pudieron repeler a la caballería con disparos de arcabuz. Mientras el ejército local planeaba renovar el ataque a la mañana siguiente, Kiyomasa los emboscó durante la noche y los rodeó completamente, dejando tan solo una salida hacia un pantano. Aquellos que intentaron escapar fueron capturados y asesinados. Los pocos coreanos que pudieron escapar dieron la señal de alarma a las otras fortificaciones, permitiendo que los japoneses tomaran con facilidad Kilchu, Myongchon y Kyongsong.
La segunda división se dirigió entonces hacia Hoeryong. En ese sitio, dos príncipes coreanos habían buscado refugio, y habían sido apresados por los mismos habitantes del lugar. Poco tiempo después, una banda de guerreros coreanos cortó la cabeza de un general coreano desconocido, mientras que el general Han Kuk-ham había sido capturado y atado por el mismo grupo. Esta banda entregó también al gobernador de la provincia, Yu Yoeng-nip, a los soldados japoneses. A comienzos de septiembre, los dos príncipes capturados fueron enviados a Kyoensong, custodiados por 1000 soldados.
Katō Kiyomasa decidió entonces atacar un castillo custodiado por los Yurchen. Dicho castillo se encontraba del otro lado del río Tumen, en Manchuria. Este ataque fue utilizado para probar la fuerza de las tropas en contra de los Yurchen —o los «bárbaros», como los llamaban los coreanos—. Debido a los continuos ataques de los Yurchen hacia la gente de Hamgyong, esta última incorporó 3000 elementos al ejército de Kiyomasa (que contabilizaba 8000) e incluso sirvieron como guías. Las fuerzas combinadas saquearon el castillo y acamparon cerca de la frontera. Después de que las tropas coreanas se retiraron del lugar, los japoneses fueron atacados repentinamente. Aun cuando tenía la ventaja, Kiyomasa, decidió retirarse para evitar bajas significativas. Esta incursión representó la primera ocasión en que un general japonés pisaba territorio chino.
Debido a este ataque al castillo y al antiguo linaje coreano de los fundadores de la dinastía Jin de Yurchen, ésta ofreció asistencia militar tanto a los Joseon como a los Ming. No obstante, ambos declinaron la oferta, especialmente los Joseon, quienes aseguraron que sería una desgracia para ellos aceptar ayuda de los «bárbaros del norte».
La segunda división continuó hacia el oeste, capturando las fortificaciones de Jongseong, Onsong, Kyongwon y Kyonghung, arribando finalmente a Sosupo, en el estuario del río Tumen. En este lugar las tropas pudieron descansar antes de continuar los esfuerzos por burocratizar y administrar la provincia. Incluso permitieron que algunos cuarteles fueran manejados por los mismos coreanos.

#### Batallas navales del almirante Yi

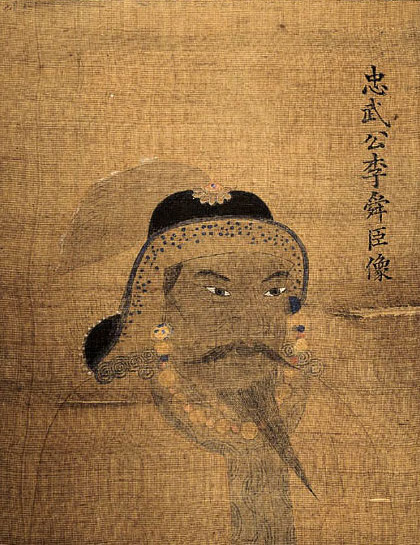
Yi Sun Sin.

Después de asegurar Pyeongyang, los japoneses planearon cruzar el río Yalu hacia territorio Yurchen, con el objetivo de utilizar las costas del oeste de la península para recibir suministros. Sin embargo, el almirante Yi Sun Sin, quien tenía su puesto en la provincia de Jeolla, destruyó los barcos japoneses que transportaban desde Japón suministros y más tropas. Por tal motivo, las tropas invasoras, sin las armas y tropas suficientes para atacar a los yurchens, cambiaron su objetivo al de ocupar completamente Corea.
Cuando los japoneses desembarcaron en el puerto de Busán, Bak Hong, almirante en la provincia de Gyeongsang, destruyó su propia flota completa y su base, junto con todas sus armas y provisiones y huyó. Won Gyun, otro almirante coreano también destruyó y abandonó su base, huyendo hacia Konyang con sólo cuatro barcos. Por esta razón no había barcos disponibles a lo largo de la provincia de Gyeongsang, y las dos embarcaciones sobrevivientes solo estaban activas en el lado oriente de la península. El almirante Won le había enviado una carta al almirante Yi asegurándole que había tenido que huir a Konyang después de una pelea abrumadora con las fuerzas invasoras. Cuando se envió un mensajero de vuelta con el objetivo de ordenarle que se alistara para el combate, éste encontró que el poblado estaba abandonado y los soldados habían huido, por lo que el almirante Yi ordenó que los fugitivos fueran capturados. Dos de ellos fueron decapitados y sus cabezas exhibidas.
La participación del almirante Yi en la batalla influyó en el curso de la misma de manera importante, debido a que sus acciones afectaron severamente las líneas de abasto del ejército enemigo.

##### Batalla de Okpo

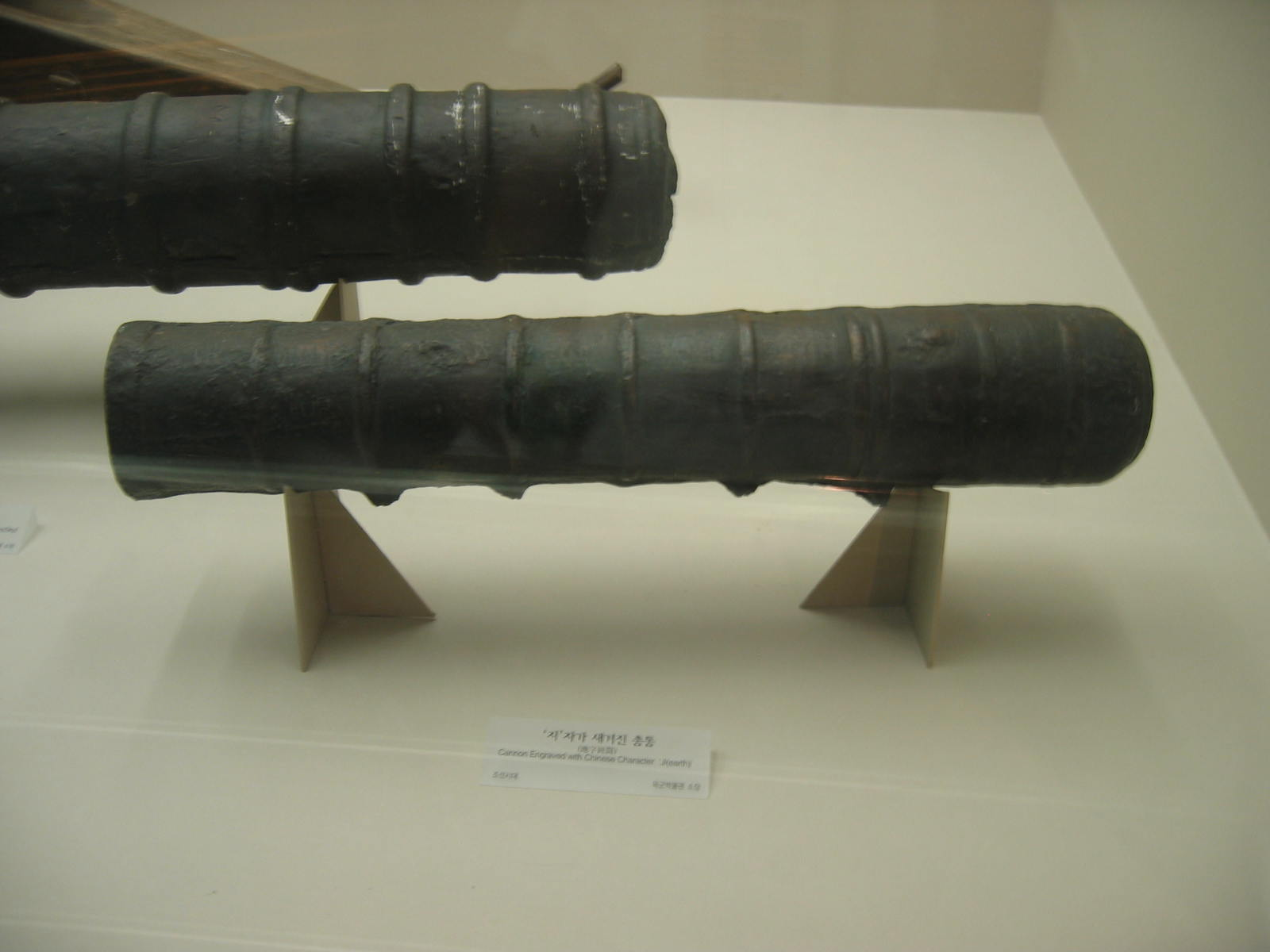
Ejemplo de los cañones Joseon utilizados por la flota coreana.

El almirante Yi utilizó una serie de conexiones entre diversos pescadores locales y barcos de exploración para recibir reportes de inteligencia, de tal manera que pudiera conocer la ubicación y movimientos de los barcos enemigos. Al amanecer del 13 de junio, los almirantes Yi y Yi Eok-gi salieron con 24 barcos panokseon, 15 barcos pequeños de guerra y 46 botes, arribando a costas de la provincia de Gyeongsang al atardecer. A la mañana siguiente, la flota de Jeolla partió con rumbo al lugar acordado con el almirante Won para unir fuerzas, lo que sucedió el día 15 de ese mismo mes. La flota aumentó entonces a 91 barcos, por lo que comenzaron a circunnavegar la isla Geoje. Barcos de exploración reportaron que 50 navíos japoneses se encontraban en el puerto de Okpo y, al llegar al lugar, los barcos japoneses intentaron huir, pero fueron rodeados. Mediante disparos de artillería, todas las embarcaciones invasoras fueron destruidas. Durante la noche, se localizaron cinco navíos más, de los cuales cuatro fueron destruidos. Al día siguiente, tal y como habían indicado los reportes de inteligencia, se encontraron 13 barcos en Jeokinpo, de los cuales 11 fueron destruidos. Al finalizar la batalla de Okpo, la flota coreana estaba intacta y sin ningún barco hundido (solo llegaron a tener 3 marineros heridos por el combate) y lograron hundir en total 43 barcos de transporte y 5 buques de guerra japoneses. Tras 48 horas desde que salieron del puerto Yosu, la flota coreana logró su primera victoria militar desde que inició el conflicto y Yi Sun-Sin fue considerado héroe nacional.

##### Batalla de Sacheon y el barco tortuga

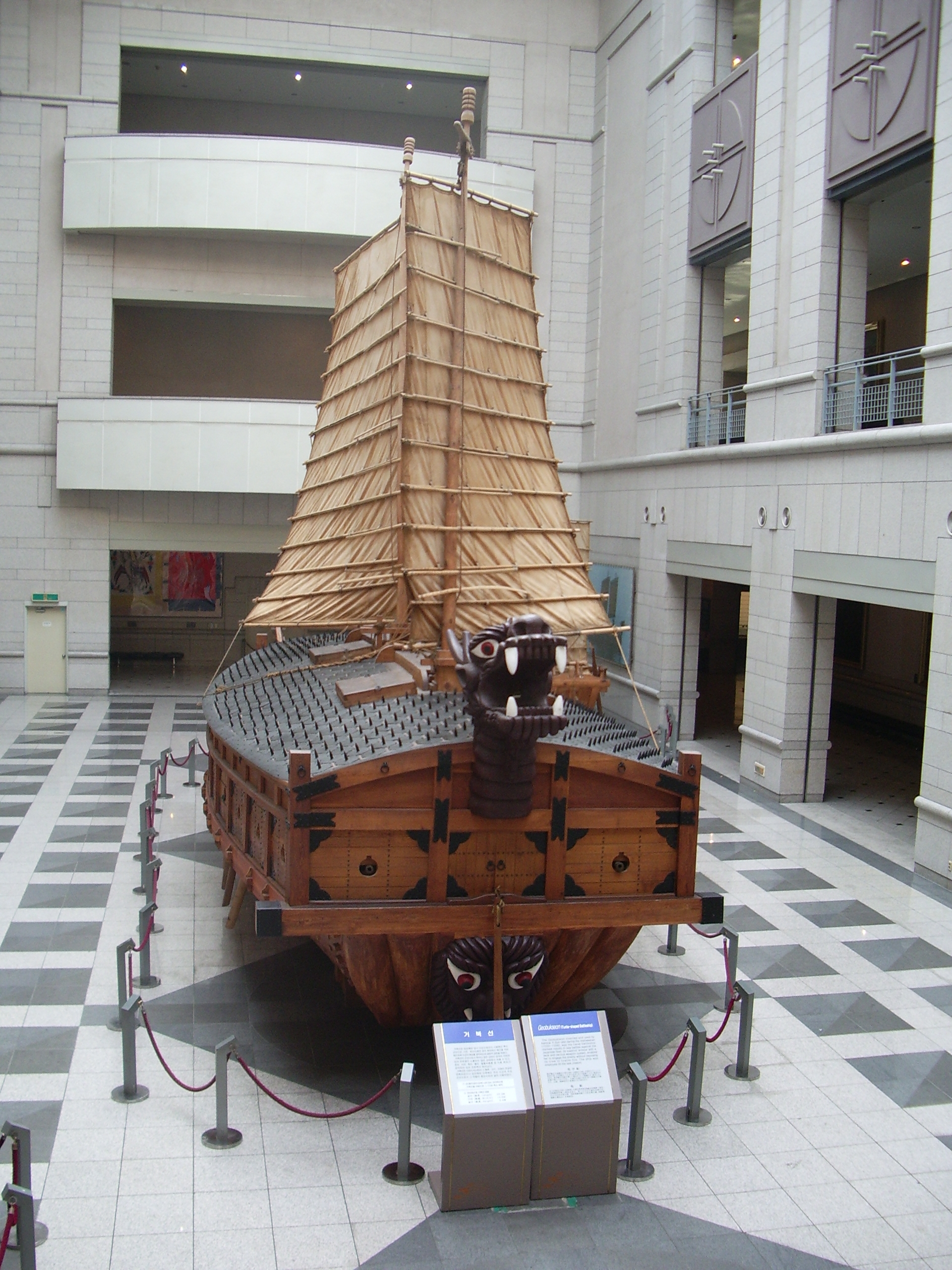
Réplica de un «Barco Tortuga» exhibido en el Memorial de guerra, en Seúl.

Alrededor de tres semanas después de la batalla de Okpo, los almirantes Yi y Won zarparon con un total de 27 barcos (23 bajo el mando de Yi) rumbo a la bahía de Sacheon, después de recibir un informe que indicaba presencia enemiga. Yi había tomado la decisión de dejar la mayoría de los barcos usados en batallas anteriores (muchos de ellos barcos pesqueros), debido a la introducción de un nuevo barco de guerra: el «Barco Tortuga». Esta embarcación se basaba en el diseño del panokseon, con la diferencia de que contaba con un techo cubierto de púas metálicas. El barco tortuga contaba además con 36 puestos para cañones. Este barco fue diseñado con la finalidad de evitar que pudiera ser abordado desde un barco enemigo. Por otro lado, esta nave se convirtió en la más veloz de Asia Oriental. La embarcación era impulsada por 16 grandes remos manejados por 80 tripulantes.
El 8 de julio, la flota coreana arribó a la bahía de Sacheon, pero la marea evitó que pudieran entrar. Debido a esto, el almirante Yi ordenó que fingieran una retirada, ante lo cual, los 13 barcos japoneses decidieron perseguir a la flota coreana. La flota del almirante Yi contraatacó y los 13 barcos enemigos fueron destruidos en su totalidad. A pesar del éxito, el almirante Yi fue herido en el hombro a causa de un disparo; no obstante, sobrevivió.

##### Batalla de Dangpo y batalla de Danghangpo
El 10 de julio, la flota coreana encontró y atacó 21 barcos japoneses anclados en Dangpo. Estas naves habían servido de transporte para los guerreros samurái dirigidos por Kurushima Michifusa, que en esos momentos se encontraban atacando un poblado de la costa. El acorazado Panokson en el que iba Yi Sun-Sin logró embestir al buque insignia dirigido por Kurushima en el que, acto seguido, arqueros coreanos impactarían dos flechas a Kurushima (en la cabeza y en el pecho) hasta que le decapitaron con una espada de barco a barco. La batalla supuso otra victoria para el Reino de Corea, habíendo hundido 20 barcos y capturado uno sin haber perdido ninguno.
La flota del almirante Yi Eok-gi se unió a la de los almirantes Yi Sun-sin y Won Gyun, comenzando la búsqueda de embarcaciones enemigas en aguas de Gyonsang. El 13 de julio, después de confirmar el informe de la presencia enemiga en la bahía de Danghangpo, atacaron 26 embarcaciones invasoras, luego de pasar a través de un golfo estrecho. El barco tortuga fue utilizado para penetrar la formación enemiga y atacar directamente el barco insignia, mientras que los demás barcos fingieron nuevamente una retirada, evitando así que los tripulantes de los barcos enemigos desembarcaran en la costa y huyeran. Nuevamente, los barcos japoneses los persiguieron y cuando estaban a una distancia considerable de la orilla, los barcos coreanos regresaron y los atacaron. Solo una nave pudo escapar, pero fue encontrada y destruida a la mañana siguiente. De nuevo la flota coreana salió victoriosa sin ninguna pérdida, mientras que los japoneses perdieron 26 navíos. Con las batallas de Sacheon, Dangpo y Danghangpo, los coreanos lograron hundir un total de 107 barcos a costa de 11 marineros muertos y 29 heridos y ningún barco hundido. Las noticias de las victorias navales supusieron un incremento de moral para las tropas en tierra que estaban siendo derrotadas continuamente en tierra.

##### Batalla de Yulpo
El 15 de julio, durante su regreso hacia la isla de Gadok, la flota coreana interceptó y destruyó exitosamente siete barcos japoneses. Dichas naves salían en ese momento de la bahía de Yulpo.

##### Batalla de Hansando

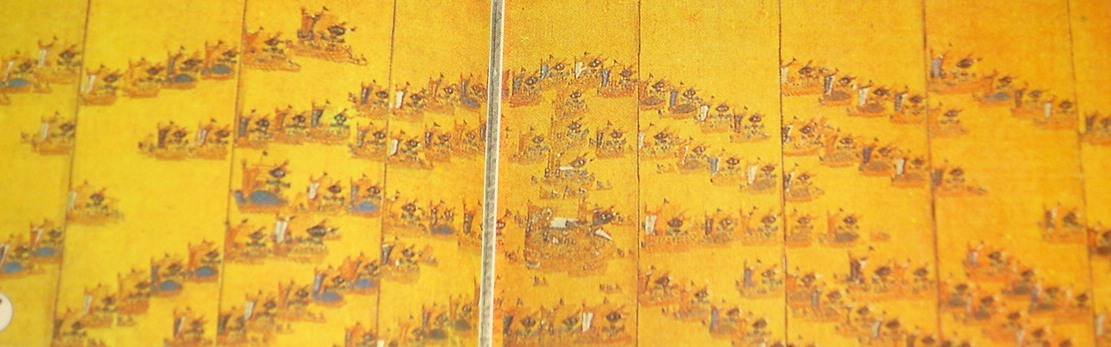
Formación «Alas de Grulla» utilizada por el almirante Yi durante la batalla de Hansando.

En respuesta al éxito naval del que gozaba la flota coreana, Toyotomi Hideyoshi convocó a los tres principales almirantes del país: Wakizaka Yasuharu, Katō Yoshiaki y Kuki Yoshitaka. Nueve días después de que Hideyoshi había hecho la convocatoria, las flotas de los respectivos almirantes arribaron a Busán con el objeto de prepararse para el enfrentamiento contra las tropas coreanas. El almirante Wakizaka, queriendo tener el honor de ser quien venciera a la flota enemiga, decidió no esperar a los otros almirantes y se lanzó al ataque.
Una flota combinada de 70 barcos bajo las órdenes de los almirantes Yi Sun-sin y Yi Ok-gi se encontraba en la búsqueda de más barcos enemigos, debido a que el ejército japonés en tierra avanzaba hacia la Provincia de Jeolla. Esta provincia era el único territorio coreano que no había sufrido un ataque mayor, por lo que los comandantes locales trataron de evitar que los japoneses recibieran apoyo naval.
El 13 de agosto, la flota coreana que navegaba desde la isla de Miruk a Dangpo recibió el reporte de que una flota invasora se encontraba cerca del lugar, y a la mañana siguiente localizaron los 82 barcos de la flota enemiga anclados en Gyeonnaeryang. El almirante Yi envió seis naves como señuelo y cuando 63 de las naves japonesas hubieron salido a mar abierto, se encontraron con la flota coreana en una formación semicircular llamada «alas de grulla». Tres barcos tortuga —dos de los cuales acababan de ser fabricados— comenzaron el ataque contra la flota enemiga, seguido de un ataque circular con los cañones disparando hacia la flota invasora. La batalla finalizó con una indiscutible victoria coreana, donde los japoneses perdieron 59 barcos (47 destruidos y 12 capturados) y los coreanos ninguno, además de que varios prisioneros de guerra fueron rescatados. El almirante Wakizaka logró escapar sin ser capturado y cuando Hideyoshi recibió el informe de la batalla ordenó que cesaran todas las operaciones navales.

##### Batalla de Angolpo
El 16 de agosto Yi Sun-Sin llevó a su flota hacia el puerto de Angolpo, donde 42 embarcaciones japonesas estaban ancladas. Una vez más, el almirante Yi intentó fingir una retirada. Sin embargo, en esta ocasión los japoneses no cayeron en la trampa, por lo que Yi ordenó que los barcos coreanos se turnaran para atacar las embarcaciones enemigas. Temiendo que las tropas japonesas tomaran posteriores represalias contra la población local, el almirante Yi ordenó un cese al fuego y se retiró. Seguidamente, los japoneses supieron que la flota coreana constaba de 73 buques de línea que no podrían derrotar, por lo que lanzaron sus buques menores en un acto suicida para tener tiempo de desembarcar todas las tropas y retirarse a la montaña. La flota coreana no tuvo dificultades para derrotar los 42 buques japoneses, entre los que se encontraba el buque insignia de la nación Nihon Maru. Junto a la batalla de Hansando, los japoneses perdieron 101 buques, mientras que los coreanos seguían sin perder ninguno desde que fueron puestos al mando de Yi Sun-Sin al inicio del conflicto.

#### Milicia coreana
Desde el comienzo de la guerra, los coreanos formaron tropas irregulares o milicias conocidas como «Ejército Justificado» (en coreano: Uibyeong, hangul: 의병, hanja: 義兵) para luchar en contra de los invasores japoneses. Estos grupos fueron formados a lo largo del país y participaron en distintas batallas, guerras de guerrillas y asedios.
Existieron tres tipos principales de milicias durante la guerra. El primer tipo estaba conformado por los soldados regulares sobrevivientes que se habían quedado sin un líder. El segundo tipo fue el llamado «Ejército Justificado», el cual consistía en aristócratas patriotas y plebeyos. El tercer y último tipo estaba conformado por monjes budistas.
Durante la primera invasión, la provincia de Jeolla fue la única en todo el país en donde no se llevaron a cabo conflictos bélicos. Además de la exitosa labor en los mares llevada a cabo por el almirante Yi, un fuerte activismo civil presionó para que los japoneses evitaran dicha provincia, obligándolos a establecer otras prioridades.

##### Campañas de Gwak Jae-u en el río Nakdong
Gwak Jae-u fue un famoso líder dentro de la milicia coreana e incluso es reconocido como el primero en formar un grupo de resistencia en contra de las tropas enemigas. Gwak Jae-u habitaba y poseía tierras en el pueblo de Uiryong, situado en el río Nam, en la provincia de Gyeongsang. Después de que el ejército coreano abandonó el pueblo y era inminente un ataque enemigo, Gwak organizó a cincuenta pobladores para un posible enfrentamiento, pero la tercera división japonesa fue directo hacia Songju. Cuando Gwak y sus hombres utilizaron los almacenes gubernamentales abandonados para obtener las armas necesarias, el gobernador de la provincia los consideró como un grupo de rebeldes, por lo que les ordenó que desintegraran el grupo e incluso mandó tropas en su contra. Sin embargo, debido a una orden directa de la capital que ordenaba que se reclutaran elementos en la provincia, los irregulares no fueron atacados.
Gwak Jae-u y sus tropas utilizaron un sistema de guerrillas bajo el cobijo de los grandes juncos que se encontraban en la unión de los ríos Nakdong y Nam. Esto evitó que las tropas invasoras tuvieran un acceso fácil hacia la provincia de Jeolla, donde el almirante Yi y su flota tenían su base de operaciones.

##### Batalla de Uiryong/Chongjin
La sexta división bajo el mando de Kobayakawa Takakage estaba a cargo de conquistar la provincia de Jeolla. Por esta razón marchó hacia Songju por la ruta establecida, la misma por la que habían pasado las tropas de la tercera división, y avanzó posteriormente hacia Geumsan en Chungcheong. Kobayakawa había asegurado este lugar con la finalidad de establecerlo como su base de operaciones antes de comenzar la invasión a la provincia.
Ankokuji Ekei, un antiguo monje budista que había logrado ascender hasta el puesto de general debido a su mediación entre Mōri Terumoto y Toyotomi Hideyoshi, comandaba algunas tropas de la sexta división y se dirigía hacia Uiryong, por lo que se veía obligado a cruzar el río Nam. Los exploradores de Ankokuji habían realizado una serie de mediciones para determinar las zonas donde el río era menos profundo, de tal forma que las tropas pudieran pasar con facilidad. Sin embargo, un grupo de milicianos movieron las marcas durante la noche, ubicándolas en las partes más profundas. Al momento en que las tropas japonesas intentaron pasar, los reclutas de Gwak los emboscaron, causando grandes bajas en el bando enemigo. Después de varios intentos fallidos, Ankokuji decidió probar otra ruta más al norte, donde la línea de fortalezas aseguradas le proveía de mayor seguridad en su flanco derecho. Esta pequeña batalla, casi desconocida, representó la primera victoria en tierra del bando coreano. Debido a esto, la concepción del gobierno coreano cambió acerca de Gwak, quien, incluso, fue nombrado jefe de las fuerzas en la región de Uiryong y Samga.
Algunos días después, mientras que Ankokuji viajaba rumbo a Gochang, con la ayuda de Kobayakawa Takakage, los soldados japoneses fueron emboscados nuevamente por guerrilleros que les disparaban flechas desde posiciones ocultas en la montaña, por lo que no pudieron responder el ataque. Después de este incidente, Ankokuji desistió de sus intentos de avanzar y regresó hacia donde se encontraba Mōri.

##### La coalición Jeolla y la batalla de Yong-in
Cuando las tropas invasoras se dirigían hacia Hanseong (hoy Seúl), Yi Kwang, el gobernador de la provincia de Jeolla, intentó detener el avance del enemigo enviando sus tropas hacia la ciudad capital. Sin embargo, después de recibir las noticias de que ésta había sido saqueada, decidió mantenerlas en su posición. El ejército coreano había alcanzado la cantidad de 5000 elementos, debido a que se les habían unido diversos grupos de voluntarios de toda la provincia. Por esta razón, Yi Kwang y los líderes de los irregulares decidieron retomar Hanseong. Para esto, se dirigieron hacia Suwon, aproximadamente a 42 kilómetros al sur de dicha ciudad. El 4 de junio una avanzada de 1900 hombres intentó tomar la fortaleza de Yong-in, custodiada por 600 soldados japoneses bajo las órdenes de Wakizaka Yashuharu. Ambos bandos se enfrentaron hasta el 5 de junio, cuando acudió un ejército mayor por parte de los japoneses para levantar el asedio. Las tropas japonesas pudieron contraatacar la coalición Jeolla, obligando a los coreanos a abandonar el enfrentamiento y huir.

##### Primera campaña de Geumsan
Aproximadamente al mismo tiempo en que el general Kwak movilizó a su ejército de voluntarios en la provincia de Gyeongsang, Go Gyeong-myeong formó una fuerza de voluntarios compuesta de 6000 hombres. Go intentó juntar sus elementos con los de otra milicia en la provincia de Chungcheong, pero, después de cruzar la frontera de la provincia, tuvo noticias de que Kobayakawa Takakage, de la sexta división, había lanzado un ataque en Jeonju (la capital de la provincia de Jeolla) desde la fortaleza de Geumsan. Go decidió regresar a su territorio y, después de unir fuerzas con el general Gwak Yong, lideró sus hombres hacia Geumsan. El 10 de julio la milicia se enfrentó con las tropas japonesas en retirada después de la derrota en la batalla de Ichi, ocurrida dos días antes.

##### Asedio de Jinju

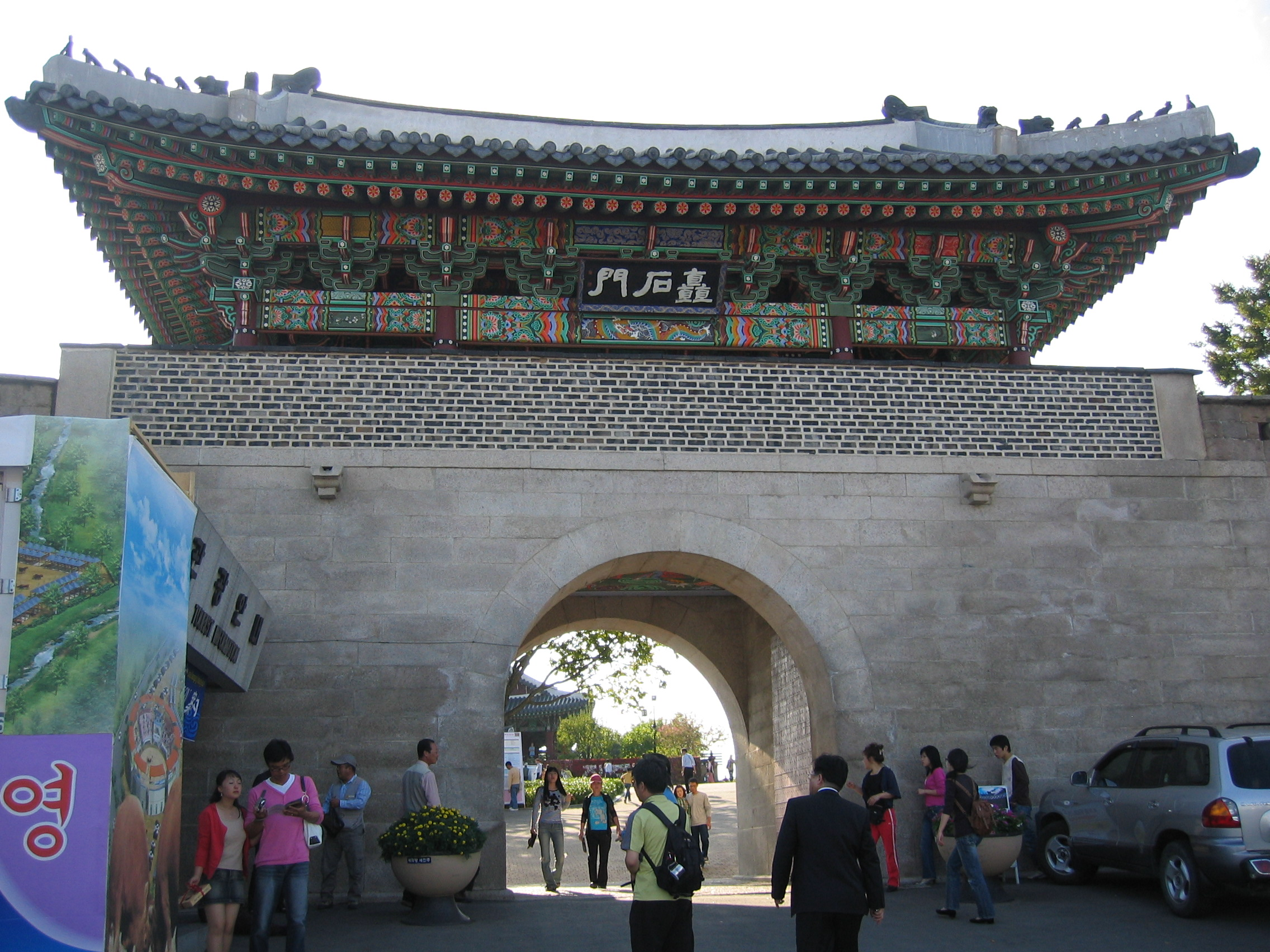
El castillo Jinju fue asediado en dos ocasiones durante el conflicto: el primer asedio ocurrió en 1592 con una victoria coreana y el segundo asedio ocurrió en 1593 con una victoria japonesa.

Jinju era un castillo coreano construido con la finalidad de proteger la provincia de Jeolla. Debido a esto, los comandantes japoneses Ukita Hideie y Hosokawa Tadaoki decidieron atacarlo, sabiendo que si lograban controlarlo, el castillo resultaría un punto estratégico para continuar la conquista de la provincia. Jinju estaba custodiado por 3800 elementos comandados por el general Kim Si-min. Estos elementos resistieron los embates de 30 000 soldados japoneses mediante el uso de 170 arcabuces —que recientemente habían sido adquiridos y eran similares a los utilizados por las tropas invasoras—, cañones, morteros y grandes piedras.
Después de tres días de intensos combates en los que las tropas invasoras luchaban por entrar en el castillo, un pequeño grupo guerrillero liderado por Gwak Jae-u llegó al lugar para atestiguar el combate. Debido a que sus fuerzas eran insuficientes como para liberar el asedio, Jae-u intentó engañar al ejército enemigo mediante el uso de antorchas encendidas y haciendo sonar caracoles de guerra. Con esta acción buscaba aparentar un ejército mucho más numeroso. Los japoneses, concentrados en el asedio, no prestaron atención e intensificaron los ataques. Ese mismo día (12 de noviembre), el general Si-min fue herido de muerte en la parte izquierda de la frente por un disparo y cayó inconsciente al suelo. Sin embargo, debido a la feroz defensa de los ocupantes coreanos, los comandantes japoneses tomaron la decisión de levantar el asedio y reagrupar su ejército. Mientras se reagrupaban, alrededor de 500 milicianos coreanos les atacaron por la retaguardia produciendo el caos entre las filas. Al siguiente día se unieron 2.500 milicianos más al combate. Tras un intento fallido más de conquistar el castillo, Tadaoki ordenó la retirada hacia Seúl. El asedio de Jinju fue la mayor derrota que sufrió el Ejército Japonés en tierra desde el inicio del conflicto. Sufrieron alrededor de 10.000 bajas, frente a los 1.000 coreanos. Esta batalla supuso la paralización de las operaciones en Corea por parte de los japoneses (que ya habían logrado la conquista del 80% del territorio enemigo) y permitió a los coreanos retomar la iniciativa en el conflicto.

##### Sitio de Joenan
Para finales de otoño la situación para las tropas invasoras comenzó a volverse más difícil, ya que la única zona que tenían realmente asegurada correspondía a una serie de castillos entre Busán y Pionyang. Kuroda Nagamasa, quien se había establecido en Hwanghae, obligó a la población a pagar impuestos, so pena de muerte. La población decidió levantarse en armas a finales de septiembre, uniéndoseles milicianos y soldados que habían huido cuando sus ejércitos habían sido derrotados. La revuelta, integrada por tan solo 500 soldados y 2000 civiles, tomó el castillo Joenan, por lo que Nagamasa y una división de 3000 elementos decidieron atacar el castillo. El asedio duró cuatro días, después de los cuales desistieron de su intento por recuperarlo. Nagamasa se dirigió hacia Paecheon, buscando un lugar más seguro para sus tropas. Esta situación se volvió típica a lo largo de todo el territorio coreano. Lentamente, la milicia comenzó a recobrar los castillos ocupados por los japoneses o aquellos que se encontraban a manos de los coreanos traidores al gobierno.

#### Intervención de la dinastía Ming de China
El emperador Wanli de la dinastía Ming y sus consejeros respondieron inicialmente la petición de ayuda del rey Seonjo enviando una fuerza inicial sumamente pequeña, consistente en 1.000 efectivos conocidos como la Fuerza Expedicionaria China dirigidas por el general Tai Zhaobian. Estos se dedicaron exclusivamente a labores de logística. Posteriormente enviaron 5000 soldados dirigidos por el general Zhao Chengxun para combatir. Confiado, y bajo el cobijo de una gran tormenta, el ejército chino decidió atacar Pionyang el 23 de agosto tomando a la guardia completamente desprevenida. Después de la sorpresa inicial, las tropas japonesas se sobrepusieron y causaron grandes bajas en el ejército chino, que debió emprender la huida. Cuando terminaron con la revuelta de Ningxia, que amenazaba la existencia de la propia dinastía Ming, decidieron enviar un ejército mayor ante el temor del avance japonés por territorio chino.
En enero de 1593, el emperador Ming envió una fuerza mucho mayor bajo el mando de los generales Song Yingchang y Li Rusong. En estos se contabilizaban 43.000 elementos, de los cuales 40 000 provenían de los distritos del norte de China, mientras que otros 3000 habían sido adiestrados en el uso de armas de fuego en el sur del país. Estos se sumaron a los 15.000 soldados coreanos, entre los que se dividían en 10.000 tropas regulares y 5.000 milicianos dirigidos los primeros por el general Yi Il y los segundos por el monje del Ejército de la Verdad Hyujong. Además contaron con 200 cañones.

##### Sitio de Pyeongyang
En ese mismo mes, las tropas chinas arribaron a Pyeongyang y se unieron a los 15 000 guerreros coreanos. Este último grupo estaba compuesto por soldados, milicia o voluntarios y 5000 monjes guerreros. Por decreto del rey Seonjo, el general Li Rusong fue nombrado comandante supremo de las fuerzas armadas en Corea. El 5 de febrero Li consideró oportuna la conquista del Monte Morabong para facilitar el sitio. Para ello envió a los 5.000 guerrilleros al mando del monje Hyojong. La tarea no fue fácil porque el monte estaba defendido por 1.000 tropas japonesas lideradas por Matsura Shigenobu, quienes repelieron los ataques infligiendo elevadas bajas al bando coreano durante dos días. Los japoneses aprovecharon la situación para hacer un pequeño ataque contra los campamentos enemigos, pero fue la columna china dirigida por Wu Weichong la que flanqueó la montaña y destruyó la totalidad de la guarnición japonesa. Esta batalla previa al sitio supuso una victoria pírrica, ya que los sino-coreanos sufrieron 6.000 bajas frente a las 900 de los japoneses. Después de capturar el Monte Morabong, Li comandó las fuerzas contra los invasores durante el sitio de Pyeongyang (1593) en la madrugada del 8 de febrero. Para ello, inicialmente bombardeó con los cañones los muros e incendió los edificios de su interior con flechas llameantes. Acto seguido, cargó con 39.000 tropas directamente hacia las murallas. Inicialmente fueron repelidos por los arcabuceros japoneses, pero el general Li prometió que el primero que traspasara el muro sería recompensado con 4 lingotes de plata. Tras esto, la moral aumentó y cargaron con éxito. Además, uno de los cañones terminó produciendo una brecha lo suficientemente grande como para que pudiera entrar el resto del ejército. De todas formas, la 1.ª División Japonesa de Yukinaga ya había previsto que eso se podría llegar a producir, por lo que ya se había fortificado el interior de la ciudad para combatir casa por casa. Las bajas chinas fueron aumentando considerablemente y el general Li decidió detener el ataque para lograr conquistar la ciudad con menos bajas. Para ello, decidió negociar con Yukinaga y llegaron al acuerdo de dejarles retirarse hasta Seúl sin ser atacados. Los japoneses liderados por Konishi Yukinaga se replegaron abandonado la ciudad el 9 y llegando a Seúl el 19 de febrero. Los soldados del ejército Ming esperaron a que estuviera vacía la ciudad para entrar en ella.

##### Batalla de Pyeokye
Tras la conquista de Pyeongyang, el general Li decidió enviar un grupo de 3000 hombres como avanzadilla para ver la situación en Seúl. A menos de 15 kilómetros, la avanzadilla se encontró con una columna enemiga de 600 hombres que fueron rápidamente derrotados. Confiado por su éxito reciente, Rusong, con 20 000 elementos, lideró personalmente la persecución de las tropas que huían y el 26 de febrero fue emboscado cerca de Pyokye por un ejército de 40 000 hombres. Ambos ejércitos protagonizaron una dura batalla de poco más de dos horas e incluso Rusong estuvo a punto morir en combate. Su segundo al mando se interpuso en el camino entre él y varios guerreros japoneses, por lo que Rusong pudo escapar. Con más de 6000 cabezas cortadas a los enemigos, los japoneses se alzaron con la victoria sufriendo únicamente 120 bajas.

##### Batalla de Haengju

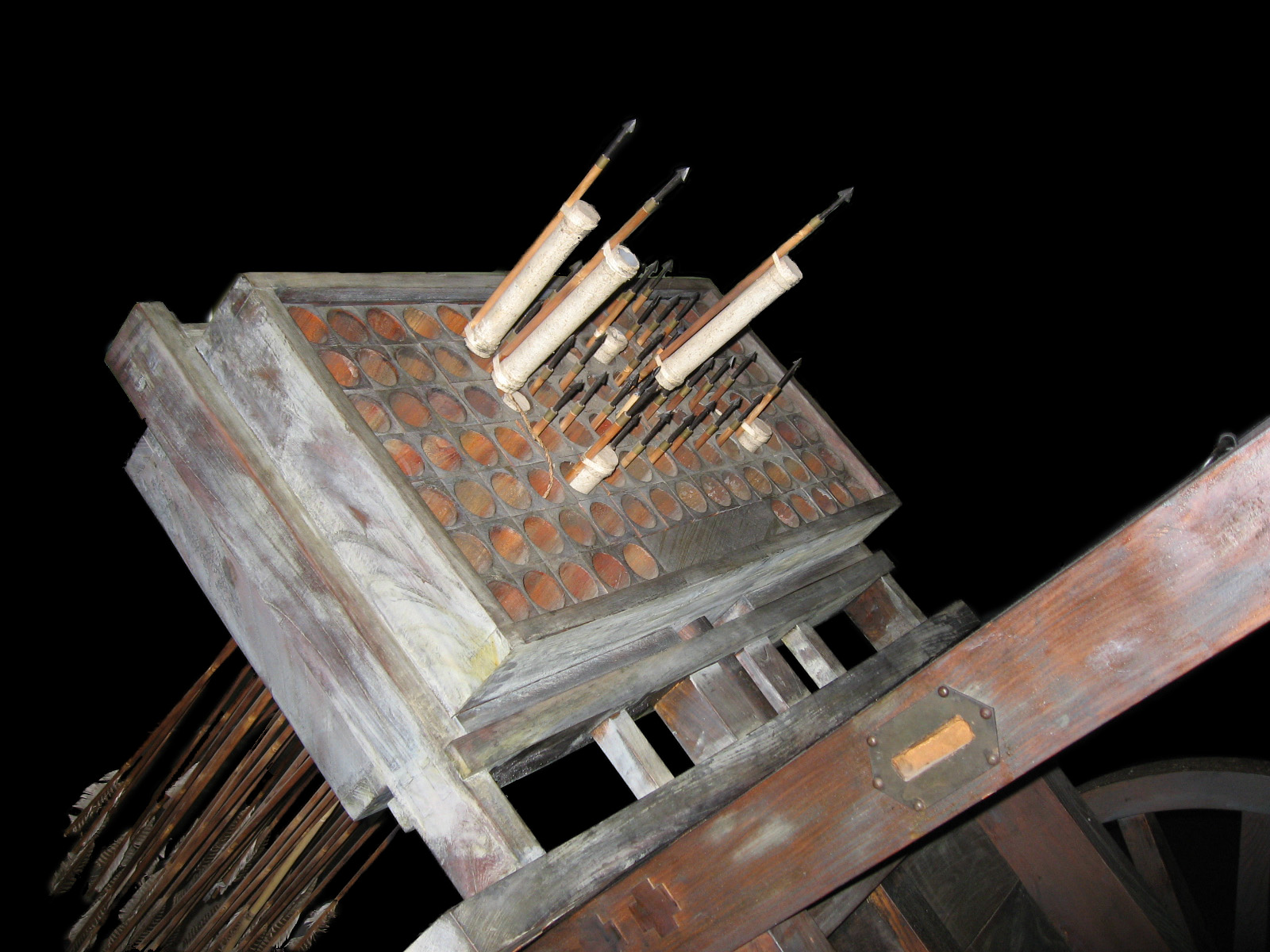
El hwacha fue desarrollado por los coreanos y podía lanzar hasta 200 flechas en un solo disparo.

La mayoría de las tropas invasoras comenzaron a concentrarse en la capital, después de reconocer que no tenían ni los hombres ni los recursos necesarios para continuar en busca de la conquista de China. La última amenaza que tenían en la zona era el castillo de Haengju, el cual estaba controlado por monjes guerreros y la milicia local. El general Gwon Yul y sus 2300 elementos se unieron a las fuerzas defensoras del castillo esperando que se les unieran las tropas chinas para recuperar la capital. Ukita Hideie decidió atacar el castillo el 14 de marzo de 1593 con 30 000 soldados. Katō creyó que la superioridad numérica de la que gozaba sería suficiente para salir con la victoria por lo que simplemente ordenó avanzar por las escaleras de la fortificación sin ningún tipo de estrategia. Los ocupantes del castillo atacaron entonces utilizando Hwachas —una especie de arma antipersonal a base de pólvora—, piedras, flechas y mosquetes. Tras 9 asaltos, y cuando parecía que les faltaba poco para penetrar las defensas coreanas, aparecieron dos buques de la Marina Coreana que empezó a bombardear la retaguardia japonesa. Esto hizo que las tropas entraran en pánico y decidieran retirarse hacia Seúl. A pesar de la superioridad numérica con la que contaban, los japoneses no pudieron tomar el castillo, después de nueve intentos y más de 10 000 bajas. Cuando el general Rusong se enteró de la victoria en Haengju, decidió regresar a la batalla y marchar hacia Seúl a enfrentar nuevamente a las tropas invasoras.
La batalla de Haengju fue una victoria de suma importancia en el bando coreano. Incluso actualmente es celebrada como una de las tres más decisivas, junto con el asedio de Jinju y la batalla de Hansando.

##### Evacuación de Seúl

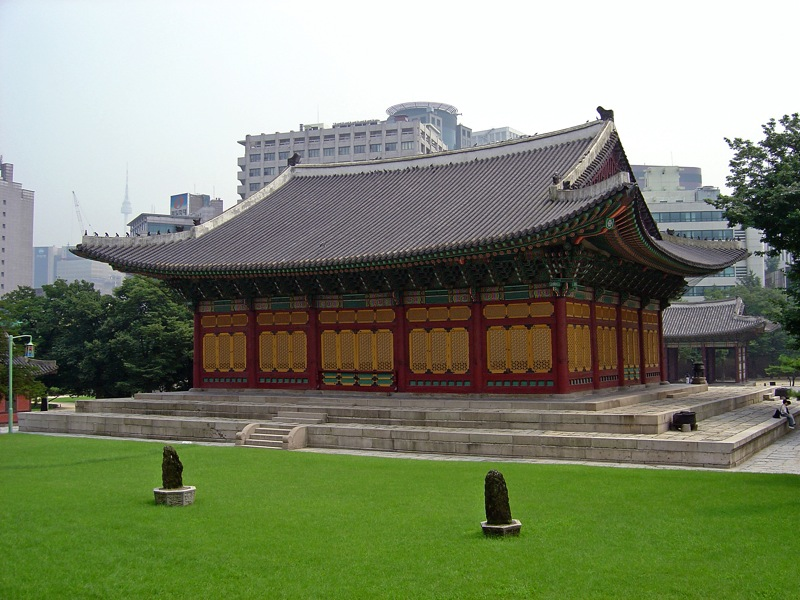
Debido a que el resto de los palacios imperiales fueron incendiados, el Palacio Deoksugung se convirtió en la residencia oficial del rey coreano.

Después de la derrota en Haengju, los principales comandantes japoneses se reunieron para determinar las acciones a seguir e hicieron un recuento de las tropas. De los más de 150 000 elementos que habían desembarcado originalmente, solo contabilizaban 53 000 en ese momento. Hambrunas, enfermedades y las bajas de la batalla misma habían reducido seriamente a las tropas y la salud de las unidades restantes se deterioraba rápidamente. Por estas razones decidieron evacuar Seúl y replegarse en los castillos de la provincia de Gyeongsang. Para cubrir su retirada, el bando japonés envió una carta dirigida al primer ministro coreano solicitándole una conferencia de paz. El primer ministro aceptó la reunión, con la condición de que Seúl fuera evacuada, las tropas se retiraran a la provincia de Gyeongsang y se liberara a los dos príncipes capturados. Hacia comienzos de junio, todas las tropas invasoras se encontraban ya en el perímetro de Busán.
Seúl fue liberada oficialmente por el ejército chino el 19 de mayo. Durante su retirada, los japoneses habían incendiado un gran número de edificios para cubrir aquella. Solo uno de los palacios imperiales se mantenía en pie: el Palacio Deoksugung.

##### Segundo asedio de Jinju
El intento fallido de tomar el castillo de Jinju en noviembre de 1592 fue una de las derrotas más dolorosas sufridas por los japoneses a lo largo de toda la guerra. Ukita Hideie, pensando en la ira de Hideyoshi, convocó a un ejército de 90 000 soldados, integrado en su mayoría por refuerzos recién llegados, para atacar el castillo nuevamente antes de que el ejército Ming pudiera intervenir. El general Kim Cheon-il, previendo el posible ataque, tomó el liderazgo de las defensas del castillo. Los defensores de esta fortificación aumentaron de 4000 a aproximadamente 60 000 elementos, ente los que se incluían soldados, milicia y voluntarios.
Los ataques comenzaron el 21 de julio y para ello se tuvo que desviar el río Nam que bordeaba la fortaleza. El primer asalto fue un fracaso, aunque lograron acabar con el general coreano Hwang Jin.  Tras esto, detuvieron los ataques durante 4 días para poder construir armas de asedio. Construyeron unos vagones con ruedas protegidos con un techo de madera que permitía usarse como un ariete. Estas nuevas armas fueron destruidas mediante el uso de flechas llameantes y, por ello, el general Kato Kiyomasa se le ocurrió cubrirlos con un techo de piedra. El invento conocido como "Vagón Tortuga" permitió derrumbar los muros del castillo, que fue tomado finalmente el 27 de julio, después de la muerte de 60 000 coreanos, entre combatientes y civiles, así como el general Kim Cheon-il. El segundo sitio de Jinju fue el último enfrentamiento de la «primera invasión», así como el más violento y en el que se movilizaron más tropas. Todos los soldados y población civil fueron ejecutados, los animales sacrificados, los edificios, libros y monumentos también fueron destruidos. Es considerado el mayor crimen de guerra realizado por los japoneses desde el inicio del conflicto.

#### Ocupación entre 1593 y 1597
Desde la evacuación de Seúl, las tropas invasoras habían comenzado a salir del país. Sin embargo, a lo largo de los cuatro años entre el último enfrentamiento de la primera invasión y el comienzo de la segunda invasión, las tropas japonesas permanecieron en Corea controlando los castillos wakō a lo largo de la línea costera de Kyeongsang. Cerca de 43 000 soldados custodiaron estos castillos en ese lapso.
Durante este periodo, las tropas estacionadas en Corea dedicaron su tiempo a construir nuevos castillos y mejorar las defensas de los existentes, así como realizar actividades de entretenimiento, tales como la ceremonia del té, bailes y exhibiciones de sarugaku (teatro de marionetas). Otra actividad desarrollada fue la cacería de tigres. Primero surgió como una verdadera actividad defensiva, debido a que en 1592 un tigre mató a un caballo y a un samurái japonés. Katō Kiyomasa también se topó con uno de estos felinos, encuentro que sirvió para la elaboración de grabados y representaciones gráficas. Asimismo, Hideyoshi solicitó que le fueran enviados hasta Japón los tigres cazados, ya que creía que su carne ayudaría a su deteriorada salud.

#### Batalla de Tanghangpo
El almirante Yi siguió atacando las pequeñas embarcaciones que encontraban a lo largo de las costas sudoccidentales de la península. La batalla más importante fue la que se suscitó el 23 de abril de 1594 en las costas de Tanghangpo, donde la flota coreana destruyó seis embarcaciones niponas. A raíz de este enfrentamiento, el almirante Yi recibió una carta escrita por Dan Zongren, comandante en jefe de las fuerzas armadas chinas, solicitándole que detuviera los ataques debido a que entorpecían las negociaciones de paz.

#### Reorganización militar coreana

##### Propuesta de reformas militares

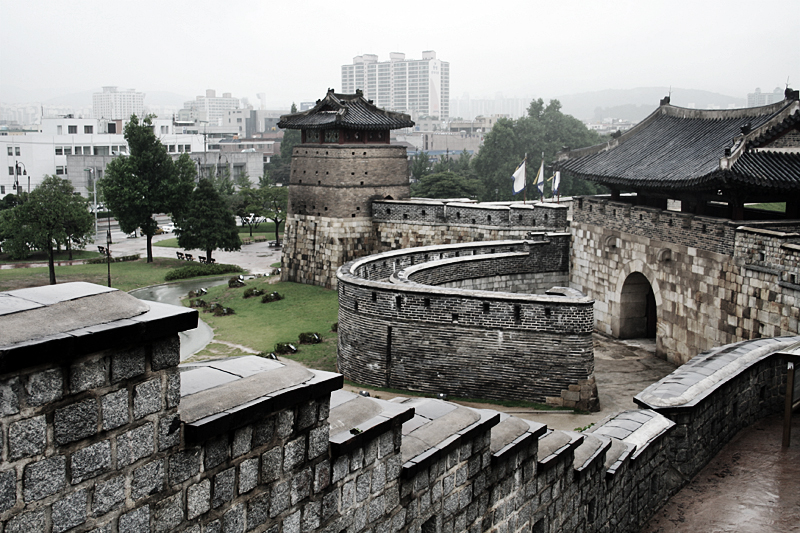
Aunque se requerían fortificaciones resistentes como el Fortaleza de Hwasong, la corrupción interna en Corea evitó que éstas pudieran construirse.

Durante el periodo entre la primera y segunda invasión, el gobierno coreano tuvo la oportunidad de examinar las razones por las cuales el ataque del ejército japonés en tierra había sido tan abrumador frente al ejército coreano. A este respecto, el primer ministro Yu Seong-ryong aseguró que las defensas de los castillos eran sumamente débiles, además de que sus muros eran bastante fáciles de escalar. Yu propuso la construcción de torres con la capacidad de albergar cañones, así como una serie de líneas defensivas a lo largo del territorio. En cuanto a la organización del ejército, Yu aseguró que las tácticas de los invasores eran muy superiores a las de su ejército. Los japoneses se movían en formaciones complejas y organizadas, mientras que los coreanos avanzaban en un solo bloque con un liderazgo débil.

##### Agencia de entrenamiento militar
El rey Seonjo y la corte coreana finalmente comenzaron con las reformas militares cuando en septiembre de 1593 se estableció la «Agencia de Entrenamiento Militar». Se dividió al ejército en unidades y compañías, y a las compañías en escuadrones de arqueros, arcabuceros y unidades con armas de filo cortante. La agencia además estableció sus posiciones en Corea en batallones y castillos. El organismo, que en un inicio contó con 72 elementos, pronto contabilizó más de 10 000 soldados.
Uno de los cambios más importantes que sufrió la sociedad coreana durante este tiempo fue que, desde los miembros de la clase alta hasta los esclavos podían ser requeridos para el servicio militar. Tales acciones se realizaron con el afán de que estuvieran familiarizados y capacitados en el manejo de armas.

#### Negociaciones de paz entre China y Japón (1594-1596)
Hideyoshi, por medio de Konishi —quien llevó a cabo las conversaciones de paz casi en su totalidad—, propuso a la corte China la división de Corea: la parte norte se establecería como un satélite chino auto-gobernado, mientras que la parte sur permanecería en manos japonesas. Hideyoshi demandó también que una princesa china (una de las 7 hijas del emperador Wanli) fuera enviada como su concubina y que un príncipe coreano y dos ministros fueran enviados como rehenes.
En 1594 un enviado de Hideyoshi arribó a Pekín. La corte imperial, mientras tanto, se sentía complacida por los acercamientos por parte del regente japonés. Debido a que en Busán aún se mantenía una pequeña guarnición, una embajada proveniente de China le ofreció a Hideyoshi darle oficialmente el título de «Rey de Japón» si todas las tropas eran retiradas del territorio coreano, así como el ser considerado para China una nación amiga y la posibilidad de tener una posición privilegiada a nivel comercial.
En octubre de 1596 el embajador Ming se reunió personalmente con Hideyoshi, quien portó ropas y una corona tradicional china. Hideyoshi ofreció un banquete para los invitados rodeado de los principales generales que habían luchado en Corea. Durante la ceremonia, le pidió a uno de sus asesores que leyera el documento procedente de China. Al darse cuenta de que no se mencionaba ni una de las cláusulas que había propuesto, estalló en ira y arrojó tanto la corona como las vestiduras al suelo. Las negociaciones de paz, por lo tanto, fueron interrumpidas.
La guerra entró en una segunda fase cuando Hideyoshi envió otra fuerza de ocupación. A comienzos de 1597, ambos bandos continuaron con las hostilidades.

### Segunda invasión (1597-1598)
Hideyoshi, quien no había quedado satisfecho con los resultados de la primera campaña, ordenó un nuevo ataque. Sin embargo, en esta ocasión, la intención de invadir China fue desechada totalmente y los esfuerzos se enfocaron en conquistar solamente Corea. A diferencia de las nueve divisiones que se habían utilizado en la invasión anterior, el ejército se dividió en dos grandes facciones: el «Ejército de la derecha» y el «Ejército de la izquierda», constituidas por aproximadamente 30 000 y 49 600 hombres respectivamente.
Inmediatamente después de que los embajadores chinos arribaron a su país a salvo en 1597, Hideyoshi envió 200 barcos. Los ejércitos de la derecha y de la izquierda y los soldados que estaban en Corea sumaron aproximadamente 141 100 hombres bajo las órdenes de Kobayakawa Hideaki. Al arribar las tropas invasoras a la costa sur de la provincia de Gyeongsang, éstas pronto se dieron cuenta de que el ejército coreano estaba mejor equipado y efectivamente preparado para enfrentarlos. Adicionalmente, en cuanto la corte imperial de China recibió las noticias de la llegada de las tropas enemigas, Yang Hao fue nombrado como «comandante supremo» de un ejército de 55 000 hombres, provenientes de distintas provincias de su territorio como Sichuan, Zhejiang, Huguang, Fujian y Guangdong. Además de esto, una fuerza naval de 21 000 elementos se sumó a la defensa de Corea. Rei Huang, un historiador chino, estimó que la fuerza conjunta naval y terrestre del ejército chino llegó a alcanzar los 75 000 elementos en su punto más alto. Rubén Villamor, historiador español, por otro lado consideró que las fuerzas chinas equivalían a un total de 101.000 unidades, entre las que se encontraban 50.000 soldados de infantería de etnia han, 30.000 jinetes de caballería manchú y 21.000 marineros. Las fuerzas coreanas contabilizaron cerca de 30 000 efectivos, contando el ejército del general Gwon Yul, situado en la Montaña Gong en Daegu, el del general Gwon Eung en Gyeongju, los soldados de Gwak Jae-u en Changnyeong, los de Yi Bok-nam en Naju y las de Yi Si-yun en Chungpungnyeong.

#### Ofensiva inicial
Desde el comienzo, las tropas niponas tuvieron poco éxito y se mantuvieron confinadas exclusivamente en la provincia de Gyeongsang, tratando de repeler un ejército combinado mucho más numeroso. Aunque la segunda invasión fue principalmente defensiva y con Gyeongsang como escenario, las tropas japonesas planearon ocupar Jeonju, la capital de la provincia. Por esta razón, las dos facciones del ejército invasor, bajo las órdenes de Mōri Hidemoto y Ukita Hideie, comenzaron el asalto a Busán y marcharon hacia la capital, tomando Sacheon y Changpyong durante su recorrido el 11 de septiembre de 1597 con 50.000 unidades del Ejérctio de la Izquierda y junto a la ayuda de desembarcos amfibios.

#### Asedio de Namwon
La ciudad fortificada de Namwon, habitada por 5.000 civiles, estaba localizado aproximadamente a 48 kilómetros al sureste de Jeonju. Esta contaba con trincheras de 6 metros de profundidad precedidas de estacas y un muro de 4 metros junto a varias torres. Previendo un ataque, un ejército combinado de 10.000 soldados dirigidos por Yi Bok-Nam, habiendo entre ellos 3.000 soldados chinos y voluntarios civiles dirigidos por Yang Yuan, se encontraban preparados para la batalla.
El 23 de septiembre, los japoneses enviaron una avanzadilla de 100 arcabuceros para debilitar la primera línea de defensa. Al día siguiente lograron que abandonaran las posiciones, pero una tormenta hizo que se interrumpieran los combates. Con esto, los defensores aprovecharon para reorganizarse. El norte y el centro de Namwon fue defenidido por los coreanos, mientras que el sur, este y oeste fue realizado por los chinos. La noche del 26 de septiembre las tropas japonesas asediaron los muros de la fortificación con escaleras y torres; ambos bandos intercambiaron disparos de arcabuz y flechas. Mientras, los japoneses hicieron una rampa con paja, piedras y arroz que, una vez construida, las tropas la utilizaron para invadir la ciudad y entablar la lucha mediante el cuerpo a cuerpo. De acuerdo al recuento del comandante japonés Ōkōchi Hidemoto, autor del Chōsen Ki (Crónica coreana), el Asedio de Namwon resultó en 3726 bajas para el bando defensor incluyendo la del magistrado de Kwangju Yi Chun-weon. Dicho recuento se obtuvo mediante el conteo de las narices cortadas a los soldados coreanos. Otras fuentes afirman que todas las personas que se encontraban en la ciudad, tanto civiles como soldados, fueron asesinadas. Solo lograron escapar 400 chinos junto a su general Yang Yuan, que fueron perseguidos hasta solo quedar el general junto a 100 soldados. Los supervivientes llegaron a Seúl, pero el general Yuan fue ejecutado por cobardía por el propio emperador Wanli.
Debido a que la noticia de la batalla se dispersó rápidamente por la zona, cuando las tropas invasoras arribaron a la capital de la provincia, Jeoju, la encontraron abandonada.

#### Batalla de Hwangseoksan
La fortificación de Hwangseoksan consistía en una serie de grandes murallas circunscritas a la montaña Hwangseok y custodiada por las tropas comandadas por los generales Jo Jong-do y Gwak Jun. Cuando Katō Kiyomasa asedió la montaña con un vasto ejército, los defensores se desmoralizaron y se retiraron con tan solo 350 bajas. Aun con esta victoria, las tropas japonesas no pudieron obtener el control de la provincia y fueron nuevamente forzados a asumir una postura defensiva.

#### Emboscada del Ejército Ming en Chiksan
Mientras las tropas del Ejército de la derecha realizaba avances sin oposición, el ejército chino se posicionó en un pueblo cubierto por dos colinas para impedir su avance. Los chinos contaban con 4.000 soldados liderados por Ma Gui, entre los que contaban con 2.000 jinetes que quedarían ocultos en la retaguardia. El 16 de octubre, 5.000 soldados dirigidos por Kuroda Nagamasa llegaron al pueblo y se llevaron la sorpresa al ver las fortificaciones del pueblo. Acto seguido, recibieron una lluvia de flechas, proyectiles de arcabuces y proyectiles de humo. Pese a la emboscada, las tropas japoneses cargaron y entablaron un combate cuerpo a cuerpo que se prolongó durante todo el día. Los defensores fueron debilitándose, pero la caballería china hizo cargas por la retaguardia e hizo que los japoneses emprendieran la retirada. La batalla de Chiksan supuso una derrota para el ejército japonés y la detención de sus avances, así como la pérdida de 600 soldados (frente a los 200 del ejército de los Ming).

#### Operaciones navales coreanas (1597-1598)

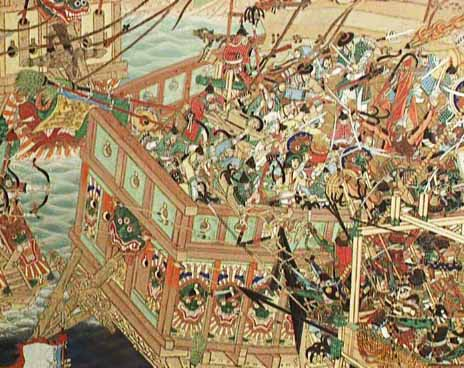
Durante las operaciones navales del Almirante Yi eran raros los enfrentamientos cercanos.

La armada coreana jugó un papel crucial durante la segunda invasión, del mismo modo que en la primera. Los avances invasores se detuvieron debido a la falta de refuerzos y suministros, resultado de las victorias navales coreanas que evitaron que embarcaciones provenientes de Japón arribaran a la costa sur-occidental de la península coreana. Al igual que durante la primera invasión, China envió un gran número de barcos que se sumaron a la defensa del país.

##### Complot en contra del almirante Yi
Debido a las habilidades estratégicas y militares del almirante Yi, los japoneses aprovecharon las leyes militares coreanas y las usaron en su contra para quitarlo de en medio. El doble agente encubierto Yojiro, que trabajaba en Corea, reportó que el general Katō Kiyomasa arribaría en un lugar determinado de la costa con un gran número de tropas, e insistió en que el mismo almirante Yi debía presentarse para emboscarlos. Yi sabía que en el área existían rocas de grandes proporciones en el fondo que perjudicarían gravemente a las embarcaciones y se negó a ir al lugar. Debido a ello, fue degradado y encarcelado por el rey Seonjo por desacato. Su lugar fue ocupado rápidamente por el almirante Won Gyun, quien había acusado a Yi de borracho y holgazán.
El gran historial de Yi fue factor para que no fuera condenado a la pena de muerte, aunque fue degradado y obligado a servir bajo el mando de Won Gyun como un soldado común y corriente.

##### Batalla de Chilchonnyang
Después de haber remplazado al almirante Yi, Won Gyun reunió a toda la flota coreana —la cual contaba con más de 100 barcos para estos momentos— a las afueras de Yosu para ir tras los japoneses. Sin una planificación o preparación anterior, Won Gyun y su flota salieron con rumbo a Busán según las indicaciones del espía Yojiro. Después de un día de camino, Won Gyun fue informado de la presencia de una gran flota enemiga cerca del lugar. Por esta razón decidió ir a su encuentro rápidamente, a pesar de los reclamos de sus capitanes quienes se quejaban del cansancio de sus hombres.
Durante la batalla de Chilcheollyang, el 28 de agosto de 1597, Won Gyun recibió el ataque sorpresa de la flota invasora de alrededor de 500 barcos, la cual utilizó el fuego de arcabuces y las técnicas de abordaje tradicional frente a 169 barcos coreanos. Tras emprender la huida, los 139 barcos supervivientes se refugiaron en el Estrecho de Chilchonnyang. Allí se resguardaron hasta que se quedaron sin suministros y tuvieron que intentar escapar por la única salida que tenía. Allí fueron hundiendo uno a uno cada barco que salía del estrecho. Afortunadamente para el bando coreano, el oficial Bae Soel había huido de la escena con 13 panokseon. Estas últimas naves constituirían el total de los barcos coreanos durante varios meses. Won Gyun murió durante un enfrentamiento posterior a la batalla principal con tropas enemigas en la orilla de una isla. La batalla de Chilcheollyang fue la única victoria naval japonesa durante toda la guerra y en la que lograron el hundimiento de 157 barcos coreanos sin haber perdido ninguno. Tras este incidente, el Rey Joseon entendió que la destitución del almirante Yi fue un error y le restituyó el cargo.

##### Batalla de Myeongyang
Después de la severa derrota en Chilcheollyang, el rey Seonjo decidió reinstalar al almirante Yi en su puesto. Cuando Yi hubo regresado a Yeosu, encontró que su flota había sido destruida casi en su totalidad y ahora solo contaba con 12 embarcaciones y 200 hombres. Esto no mermó los ánimos del almirante. Por el contrario, el 16 de septiembre de 1597 decidió salir a enfrentarse a 130 barcos enemigos en el estrecho de Myeongyang.
El resultado de este enfrentamiento naval, ocurrido el 26 de octubre,  fue una victoria para el ejército coreano, el cual hundió al menos 31 embarcaciones enemigas, entre las que se encontraba el buque insignia de la Marina Japonesa, y supuso la muerte del almirante Kurishima Michifusa. Debido al dispar número de barcos, esta batalla es considerada como la victoria más importante del almirante Yi y conocida en Corea como «el milagro de Myeongyang» e hizo que los japoneses no siguieran atacando porque pensaban que la flota coreana era muy superior en número.
Debido nuevamente a la escasez de provisiones y la falta de refuerzos, el ejército invasor decidió regresar a la zona de seguridad de su línea defensiva en las costas de Gyeongsang.

#### Asedio de Ulsan

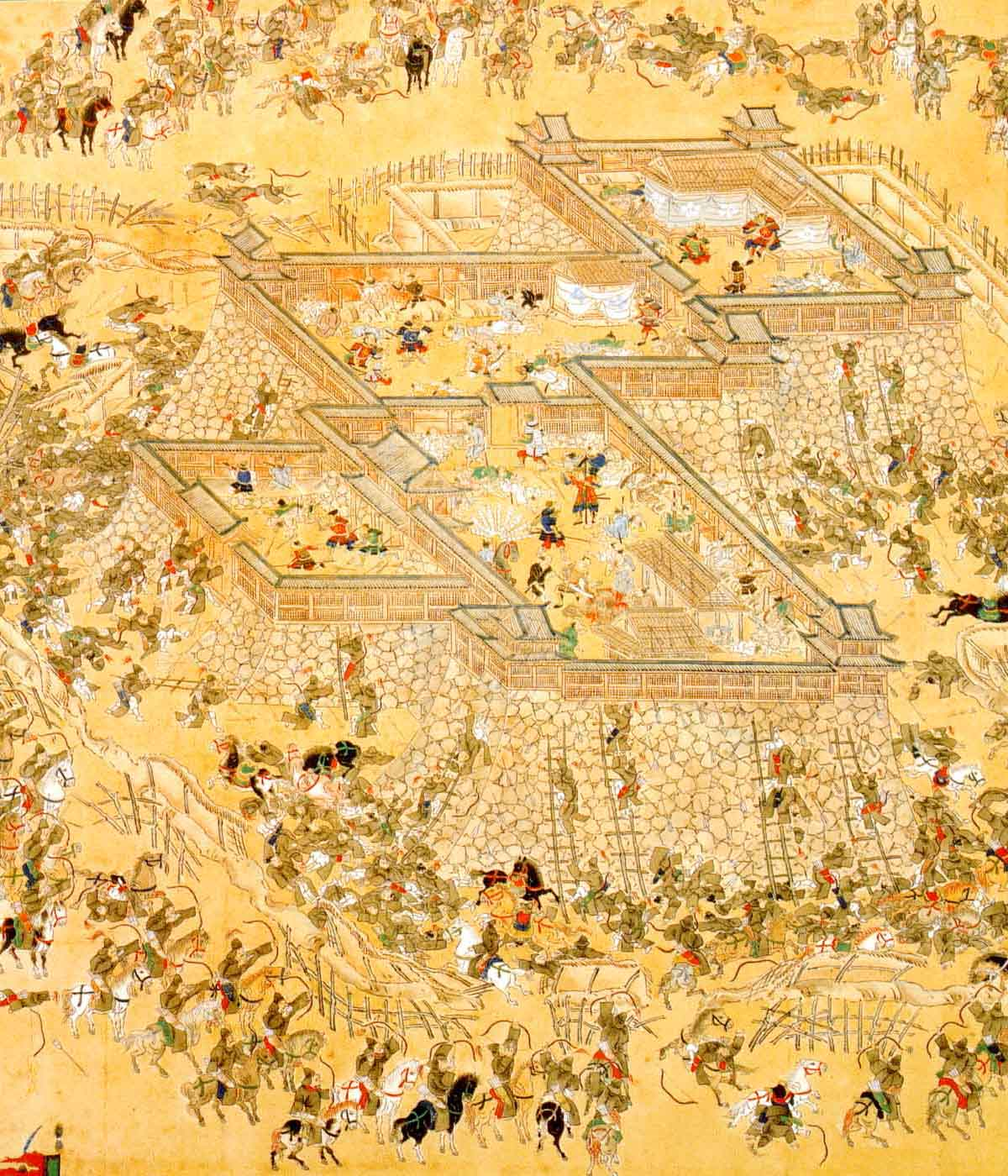
Soldados chinos y coreanos durante el asalto a la fortaleza de Ulsan, controlada por tropas japonesas.

Katō Kiyomasa, después de ser informado de la derrota en Myeongnyang, decidió destruir Gyeongju, la antigua capital del reino de Silla. Las tropas japonesas atacaron y saquearon la ciudad. Muchos objetos de valor y templos fueron destruidos, incluyendo el templo de Bulguksa. Aunque a estas alturas la alianza China-Corea había replegado las tropas enemigas hasta el sur de Ulsan, los japoneses aún contaban con un puerto importante que Kiyomasa había designado como punto estratégico para sus operaciones. En este lugar mantenían el control una fortaleza conocida como wajō. A diferencia del resto de los castillos de este tipo utilizados por los japoneses, este último aún no había sido terminado.
Previendo un ataque, la guardia japonesa, compuesta por cerca de 7000 hombres, comenzó los preparativos para reforzar las defensas. Kiyomasa asignó a su defensa a Katō Yasumasa, Kuki Hirotaka, Asano Nagayoshi, entre los principales. El asalto por parte de la coalición comenzó el 29 de enero de 1598. Este ataque sorprendió a las tropas enemigas aún acampando afuera de la fortaleza y sin haber concluido todavía la construcción de las defensas.
Un total de 50 000 soldados aliados comandados por Ma Gui casi lograron completar la tarea de tomar la fortaleza, pero Mōri Hidemoto acudió a auxiliar a levantar el asedio trayendo tropas y suministros por mar, con lo que se prolongaron las hostilidades. Nuevamente, cuando parecía que los defensores caerían ante el enemigo debido a la falta de provisiones y comida, más refuerzos arribaron al castillo. Esta situación ocurrió alrededor de 5 ocasiones, en las que los tropas del general Li Rumei no lograban impedir el acceso a la fortaleza de las nuevas tropas. El ejército Ming decidió retirarse en lo que se considera una victoria japonesa aunque su ejército fue severamente debilitado. El ejército sino-coreano sufrió 20.000 bajas frente a las 10.000 de los japoneses.

#### Batalla de Sacheon
Desde otoño de 1597, la coalición había evitado que los japoneses alcanzaran Jiksan (hoy Cheonan). Ya sin esperanzas de conquistar Corea, los comandantes samurái comenzaron a preparar la retirada. Para comienzos de la primavera de 1598, el ejército coreano, junto con 100 000 combatientes chinos comenzaron a retomar el control de las fortalezas en el área de la costa. En mayo de 1598, el emperador Wanli envió una flota al mando de Chen Lin compuesta por 500 navíos, tanto de guerra como de transporte, junto a 16.000 marineros. En junio del mismo año, después del reporte de Konishi Yukinaga acerca de las precarias condiciones en las que se encontraban, se dio la orden de que 70 000 soldados regresaran a Japón, mientras que 60 000 permanecieron en Corea, principalmente aquellos bajo las órdenes del clan Shimazu, que tenía por líderes a Shimazu Yoshihiro y su hijo Tadatsune. Los soldados japoneses restantes pelearon desesperadamente contra la coalición en Suncheon y Sacheon.
El ejército chino pensaba que Sacheon era crucial para retomar la totalidad de los castillos, por lo que se dispuso a atacar a los invasores el 30 de octubre. Aunque al inicio de la contienda los combatientes chinos tomaban la ventaja, la situación cambió cuando refuerzos atacaron su retaguardia y los soldados japoneses, dentro de la fortaleza, contraatacaron. El ejército Ming decidió retirarse con una pérdida de 30 000 elementos. Después de varios ataques consecutivos, los japoneses decidieron replegarse y abandonar las fortalezas de las costas.

#### Muerte de Hideyoshi
El 18 de septiembre de 1598, Hideyoshi, en su lecho de muerte, ordenó el retiro de todas las tropas en Corea. El «Consejo de los Cinco Regentes», un organismo creado por Hideyoshi antes de su muerte e integrado por los cinco principales daimyō del país, decidió mantener en secreto la muerte del regente para evitar que la moral de las tropas decayera. Fue hasta octubre cuando enviaron el decreto a los comandantes japoneses.

#### Batalla de Noryang
La batalla de Noryang fue la última gran batalla de la guerra. La flota del Almirante Yi se había repuesto de las pérdidas sufridas y ahora estaban auxiliados por la flota procedente de China, bajo las órdenes de Chen Lin y un ala menor por Deng Zilong. Reportes de inteligencia aseguraron que 500 barcos japoneses estaban anclados en los estrechos de Noryang con el objetivo de retirar definitivamente a las tropas restantes. En un principio, los generales japoneses pactaron con el ejército de tierra chino el poder escapar sin ser atacados a Japón, pero los almirantes no compartían esa visión. Aprovechando las características geográficas, Yi y Chen Li ordenaron atacar los barcos en la madrugada del 16 de diciembre de 1598 (83 acorazados coreanos y 63 buques chinos de menor tamaño). Con este imprevisto, 20.000 soldados japoneses se quedaron atrapados en la base naval junto a los 500 barcos japoneses. Los japoneses intentaron negociar con los dos almirantes. Chen Lin estaba de acuerdo de aceptar con una serie de condiciones, pero Yi Sun-Sin se oponía radicalmente. La única opción para los japoneses era combatir y primeramente se encontraron con los barcos de Chen Lin bloqueando su ruta. Después de mantener un combate a distancia, ambas flotas embistieron y pasaron al cuerpo a cuerpo. La flota de Chen empezó a debilitarse y el grupo de Deng Zilong fue a socorrerlo. Por una confusión, el acorazado insignia de Zilong fue cañoneado por un aliado y la brecha permitió la entrada de marineros japoneses y terminarían ejecutando a Deng Zilong. Al poco tiempo apareció la flota de acorazados de Yi Sun-Sin, que pudieron hundir a la flota japonesa con facilidad. Para el amanecer, cerca de 300 de los barcos japoneses habían sido destruidos; el resto inició la huida (150 a la costa coreana y los 50 restantes lograron escapar a Japón). El último barco se retiró el 24 de diciembre, marcando el fin de la guerra.
Ante la retirada de los barcos nipones, Yi ordenó un ataque final donde recibió un disparo en el pecho que le hirió de muerte. Yi solicitó a sus capitanes que mantuvieran en secreto su muerte para evitar que la moral de las tropas decayera, por lo que su cuerpo fue cubierto con un escudo. Tan solo tres de sus más cercanos capitanes, incluyendo a su primo, fueron testigos de su muerte. La batalla naval supuso la mayor derrota de la Marina Japonesa, en la que se perdieron 300 barcos y 13.000 marineros. Por otro lado, la flota sino-coreana perdió un acorazado y 500 marineros, aparte de los dos almirantes Yi Sun-Sin y Deng Zilong.

### Negociaciones posteriores

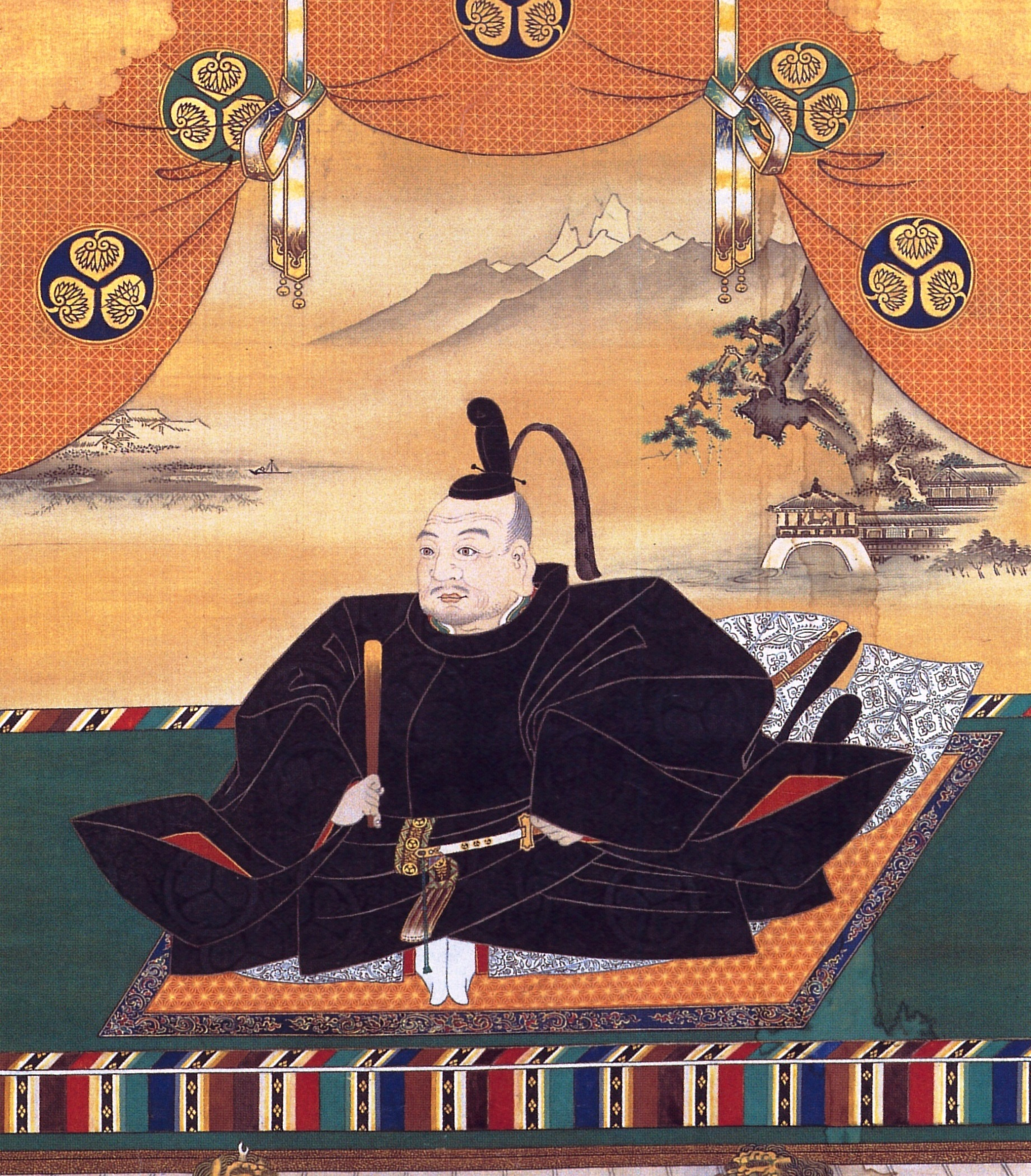
El shōgun Tokugawa Ieyasu formalizó la paz con el gobierno coreano.

Tsushima vio decaer grandemente sus ingresos, debido a que el comercio con Corea se paralizó. Desde 1599, Yoshitoshi, del clan Sō, gobernante de la provincia, envió cuatro misiones de paz a Corea. Las primeras tres fueron capturadas y sus integrantes fueron llevados hasta Pekín como prisioneros. La última misión, enviada en 1601, pudo llegar con éxito y, como parte de las negociaciones de paz, obtuvo la promesa de que a los capturados se les permitiría regresar a su país. El principal incentivo por parte de Corea para normalizar las relaciones con Japón era la retirada de los soldados chinos de su territorio, ya que estos estaban cometiendo los mismos destrozos y abusos que el ejército japonés había ocasionado. Yoshitoshi liberó a su vez a cientos de prisioneros coreanos y, entre 1603 y 1604, ayudó en las negociaciones que se llevaron a cabo en Kioto con Tokugawa Ieyasu, quien fungía ya como shōgun. De los acuerdos logrados se logró la repatriación de cerca de 3000 ciudadanos coreanos.
En 1606 Corea pidió una carta escrita por el shōgun en donde formalmente solicitaba la paz entre ambos países. Además, pedía que se extraditara a Seúl a los soldados samuráis que habían profanado las tumbas reales. Yoshitoshi envió a un grupo de criminales en su lugar, y a pesar de que el gobierno coreano sabía que aquellos no eran los verdaderos culpables, los deseos de ver al ejército chino fuera de su territorio los orillaron a enviar embajadores nuevamente en 1608. Con esta última visita, cientos de ciudadanos coreanos fueron liberados y se normalizaron las relaciones entre ambos países.

### Consecuencias

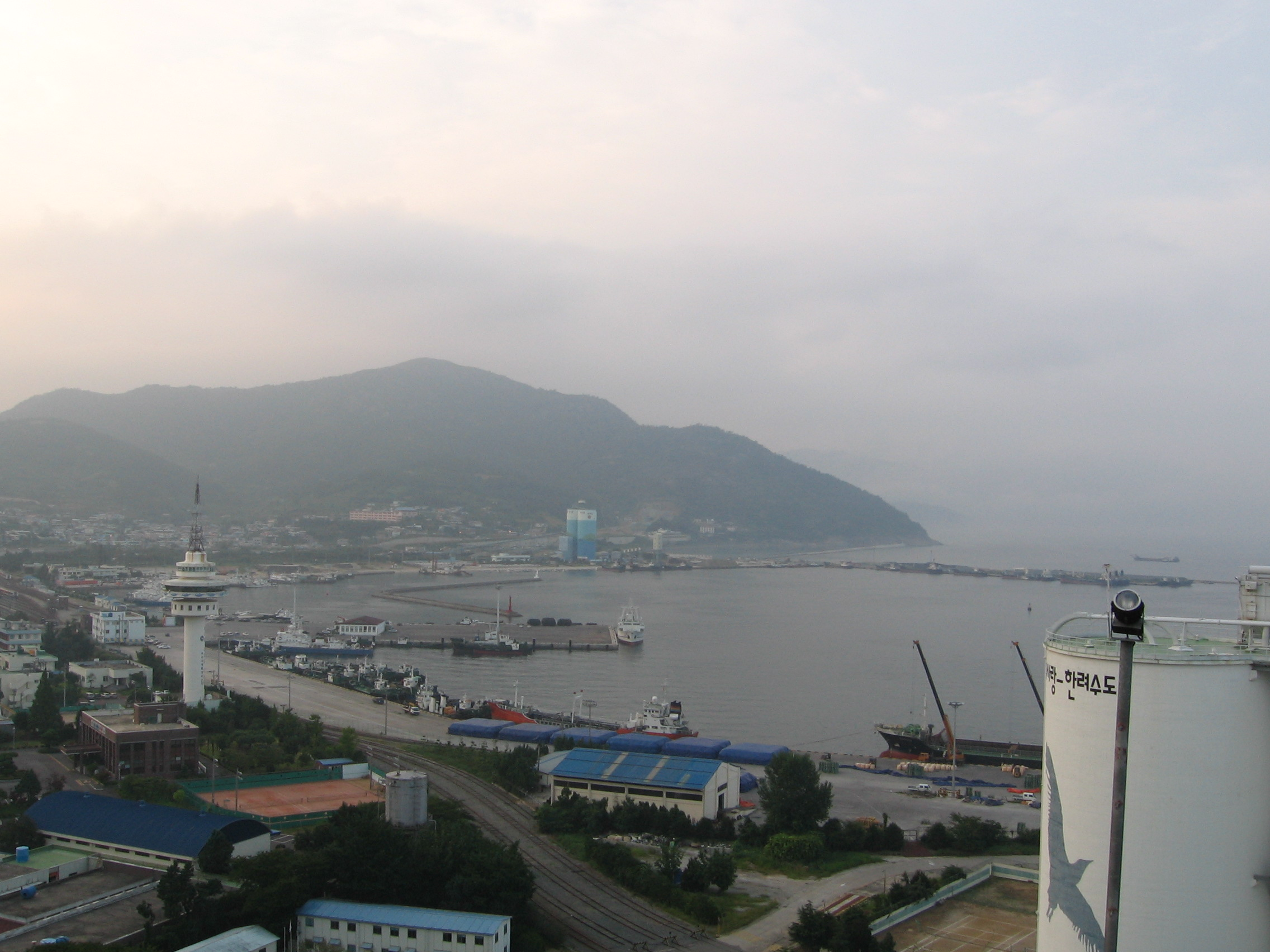
En Yeosu se encontraba el principal centro de operaciones del almirante Yi. Vista actual del lugar.

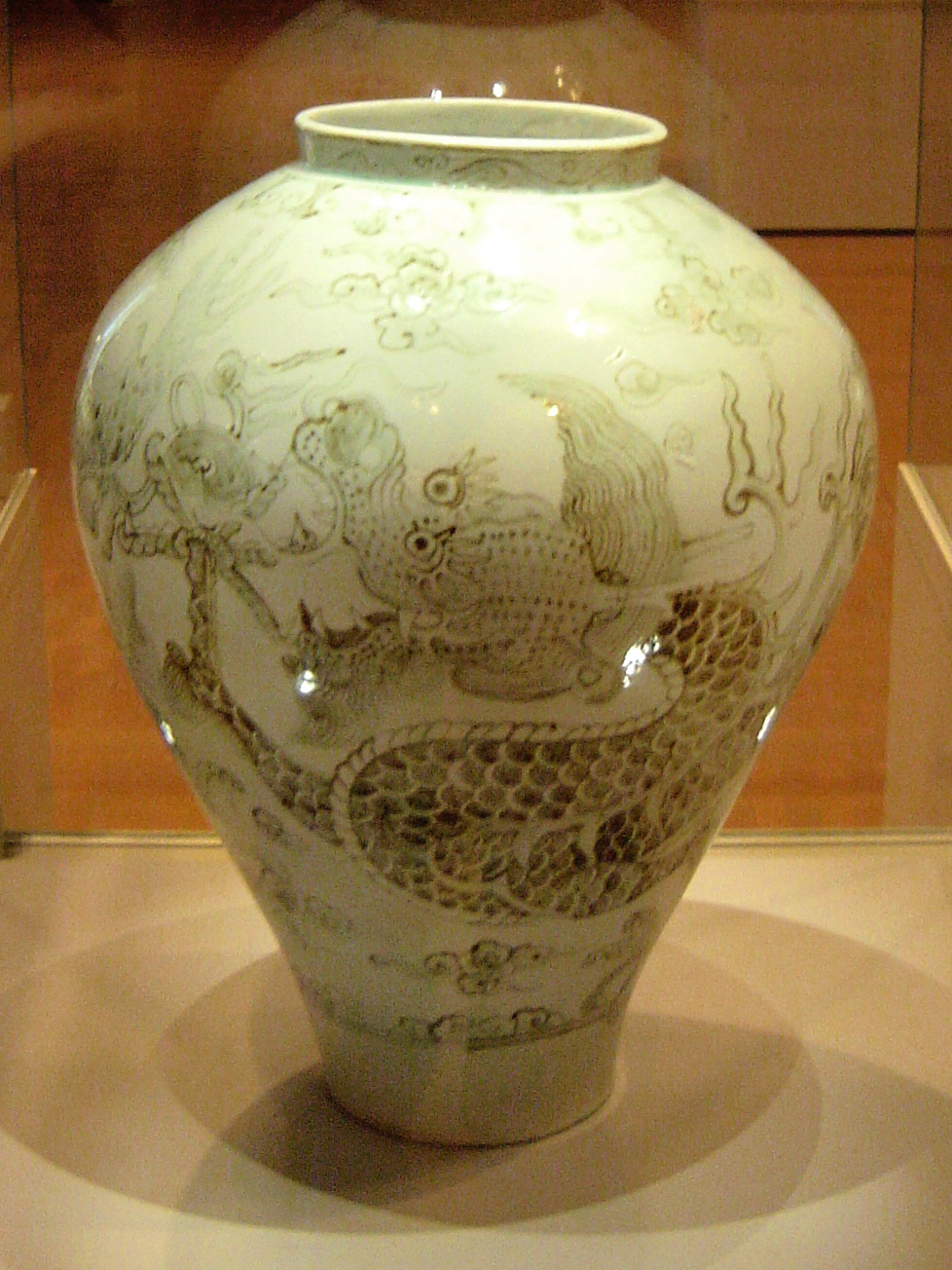
La porcelana y la alfarería coreana eran muy apreciadas en Japón. Muchos alfareros fueron llevados contra su voluntad a aquel país.

Además de la gran cantidad de pérdidas humanas, Corea sufrió un tremendo daño cultural, económico y a su infraestructura. Esto incluyó una considerable reducción de su tierra cultivable, así como la destrucción y confiscación de importantes obras de arte, artefactos y documentos históricos, aunado al secuestro de técnicos y artesanos hacia tierras japonesas. Durante esta época, los palacios principales, Gyeongbokgung, Changdeokgung y Changgyeonggung, fueron incendiados, por lo que el palacio Deoksugung fue utilizado de manera temporal. Por otro lado, la gran carga económica que supuso la guerra para China afectó severamente su capacidad militar, lo que contribuyó a la caída de la dinastía Ming y el ascenso de la Dinastía Qing, la cual restableció el sistema tributario. Posteriormente, esta misma dinastía logró que las relaciones comerciales entre Japón y Corea volvieran a entablarse.
Este acontecimiento fue el primero en Asia en el que se vieron involucrados ejércitos con numerosas tropas dotadas con armas modernas. Japón adquirió nueva tecnología de Corea y nuevos métodos en alfarería, maquila de seda, así como el forjado de acero a través de artesanos, académicos, farmacéuticos  que fueron llevados al país.
Después de la muerte de Hideyoshi, su hijo Hideyori se convirtió en el líder del clan Toyotomi. El conflicto contra Corea debilitó grandemente el poder y el prestigio del clan en cuestión de meses, por lo que Japón se dividió nuevamente en dos bandos. Tokugawa Ieyasu, después de ganar la decisiva batalla de Sekigahara, se hizo con el poder, y en 1603 fue nombrado shōgun.
En cuanto a Corea, quien sufrió el mayor daño entre los tres países involucrados, vio disminuida su tierra cultivable en un 66 % con respecto a la que contaba antes del conflicto. Este hecho deterioró severamente su economía. Este país sufrió además la pérdida de importantes archivos históricos, artefactos científicos y culturales (como el reloj de agua Ja-gyuk-roo). La extracción de artesanos, además, marcó el declive del avance de la ciencia en esta nación.
El total de las pérdidas civiles y militares fue estimada en el siglo XIX por el historiador Geo H. Jones en un millón de vidas humanas. Además, se estima que entre 50 000 y 60 000 ciudadanos coreanos fueron llevados a Japón durante la guerra, y tan solo alrededor de 7500 regresaron a su país a través de las negociaciones diplomáticas. Una gran cantidad de prisioneros fueron vendidos a comerciantes europeos, principalmente portugueses, quienes los revendieron en el sur de Asia.

### Crueldad y crímenes contra la población civil

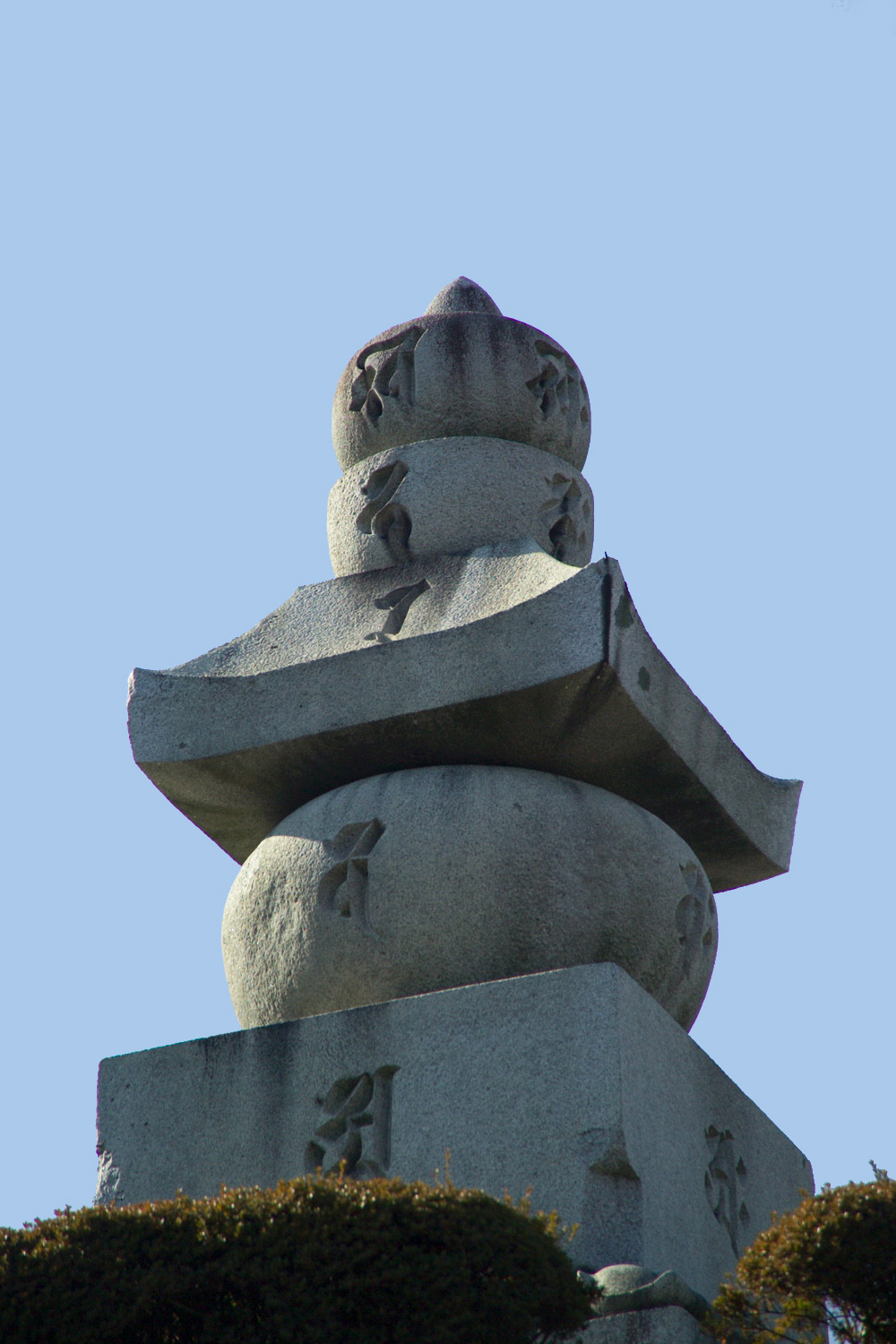
Monumento que marca la ubicación del Mimizuka o «túmulo de orejas» en Kioto, Japón.

Se estima que un millón de civiles fueron asesinados durante la campaña militar, así como que 1/3 de toda la población del sur fue esclavizada. Hasta esas fechas, no se había alcanzado tales niveles de terror para la población civil en toda la Edad Moderna, solo siendo equiparables las guerras de religión. De acuerdo a narraciones de historiadores contemporáneos, durante la guerra, las tropas japonesas cometieron graves crímenes en contra de la población civil e incluso solían matar a los animales de granja. Los japoneses tenían una antigua tradición de cortar las cabezas de los rivales caídos, pero, por cuestiones logísticas, esta práctica fue cambiada a cortar solamente la nariz. Estas fueron cubiertas con sal y enviadas en barriles de madera. Estos barriles fueron enterrados en un túmulo cerca del «Gran Buda» de Hideyoshi, donde permanecen al día de hoy bajo el nombre equivocado de Mimizuka o «túmulo de orejas». Las poblaciones civiles sufrieron matanzas masivas, saqueos, torturas, violaciones y decapitaciones a lo largo de 1592 y 1598. Estos ocurrían tanto en las zonas asediadas como los pueblos que no oponían resistencia. La destrucción de casas, monumentos, libros y los campos y cosechas también eran frecuentes. Estas prácticas llevaron a pasar hambruna a los propios civiles y fueron intensificadas en la última fase del conflicto, en la que existía un programa de despoblación coreana. Llegaron a existir competiciones entre las diferentes divisiones militares para ver cual de ellas lograba conseguir más orejas y narices de las víctimas de la represión y enviaron como trofeo a Toyotomi Hideyoshi 38.000 miembros humanos. Otro de los crímenes cometidos contra los civiles fue la esclavitud, por la que decenas de miles de coreanos fueron enviados como esclavos a Japón para trabajar de manera forzosa como obreros, granjeros o, en el caso de las mujeres, como sirvientas o prostitutas. Todos estos sucesos son parte del ideario colectivo de la población coreana hasta la actualidad, y fueron intensificados con la ocupación de Corea por parte de Japón de 1910 a 1945.
Tanto el ejército chino como el coreano cometieron también una serie de atrocidades equiparables a las de los japoneses. Según el historiador Turnbull, los chinos incluso atacaban a las tropas coreanas y a la población civil que consideraban que eran colaboradores de los japoneses. Al final de la guerra, la competencia entre ambos ejércitos defensores dio como resultado una matanza de civiles en Namhae, por órdenes del general Chen Lin, quien acusó a los pobladores de colaborar con el ejército enemigo. El propósito de esto era el de aumentar la cuota de enemigos muertos. Las mujeres fueron uno de los principales objetivos de las tropas japonesas, pero también llegaron a ser víctimas del ejército chino (que en su mayoría eran mercenarios) y el propio ejército coreano.
Además, diversos bandidos y asaltantes coreanos aprovecharon la situación imperante durante la guerra para saquear y robar a sus conciudadanos.

## El orden de la batalla

### Capacidad militar

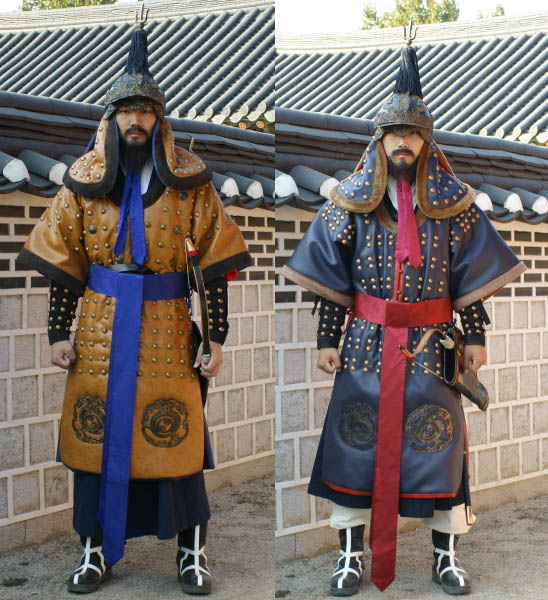
Vestimenta típica de un arquero coreano en la época de la dinastía Joseon.

La principal amenaza de China y Corea antes del conflicto lo representaban por un lado los yurchen, quienes atacaban a lo largo de la frontera norte, y por el otro los piratas japoneses wakō, quienes atacaban los pueblos costeros y barcos mercantes. Para responder a los yurchen, los coreanos desarrollaron una flota poderosa, construyeron una línea defensiva de castillos a lo largo del río Tumen y tomaron el control de la isla de Tsushima. El sistema defensivo utilizado durante este periodo de relativa paz hizo que los coreanos dependieran de la artillería pesada, de fortificaciones y de barcos de guerra. Con la introducción de la pólvora durante el reinado de la dinastía Goryeo, Corea desarrolló cañones muy avanzados que eran utilizados con efectividad en combates en alta mar. Aunque China era su principal proveedor de nueva tecnología militar, Corea sobrepasaba la calidad de la fabricación tanto de cañones como de barcos de la época.

Japón, por otro lado, había estado sumido en un largo periodo de conflictos civiles por más de cien años. Este periodo es conocido como «Sengoku» o «periodo de estados en guerra». Debido a estos conflictos, su orientación militar se había enfocado en el uso de arcabuces, que habían adoptado de los portugueses.
Las diferencias geopolíticas de estos países contribuyeron a que los japoneses tuvieran gran éxito en los combates en tierra y los coreanos en alta mar. Debido a que Japón había vivido conflictos bélicos continuamente desde mediados del siglo XV, Hideyoshi tenía medio millón de soldados entrenados a su disposición. Estos, además, son considerados como el ejército más profesional en Asia de la época. La percepción que tenía Corea de Japón era el de un pueblo caótico que no suponía ninguna amenaza real para su seguridad. Incluso creían que una invasión por parte de este país no supondría mayor dificultad que los piratas wakō que habían combatido y derrotado con anterioridad.
En cuanto a la situación militar en Corea, el oficial Yu Seong-ryong aseguraba que «no había un general coreano entre cien que supiera los métodos de instrucción de soldados». Los soldados estaban desorganizados y pobremente capacitados y equipados, y eran utilizados principalmente en proyectos de construcción, tales como los de los muros de los castillos.

### Problemas con la política de defensa en Corea

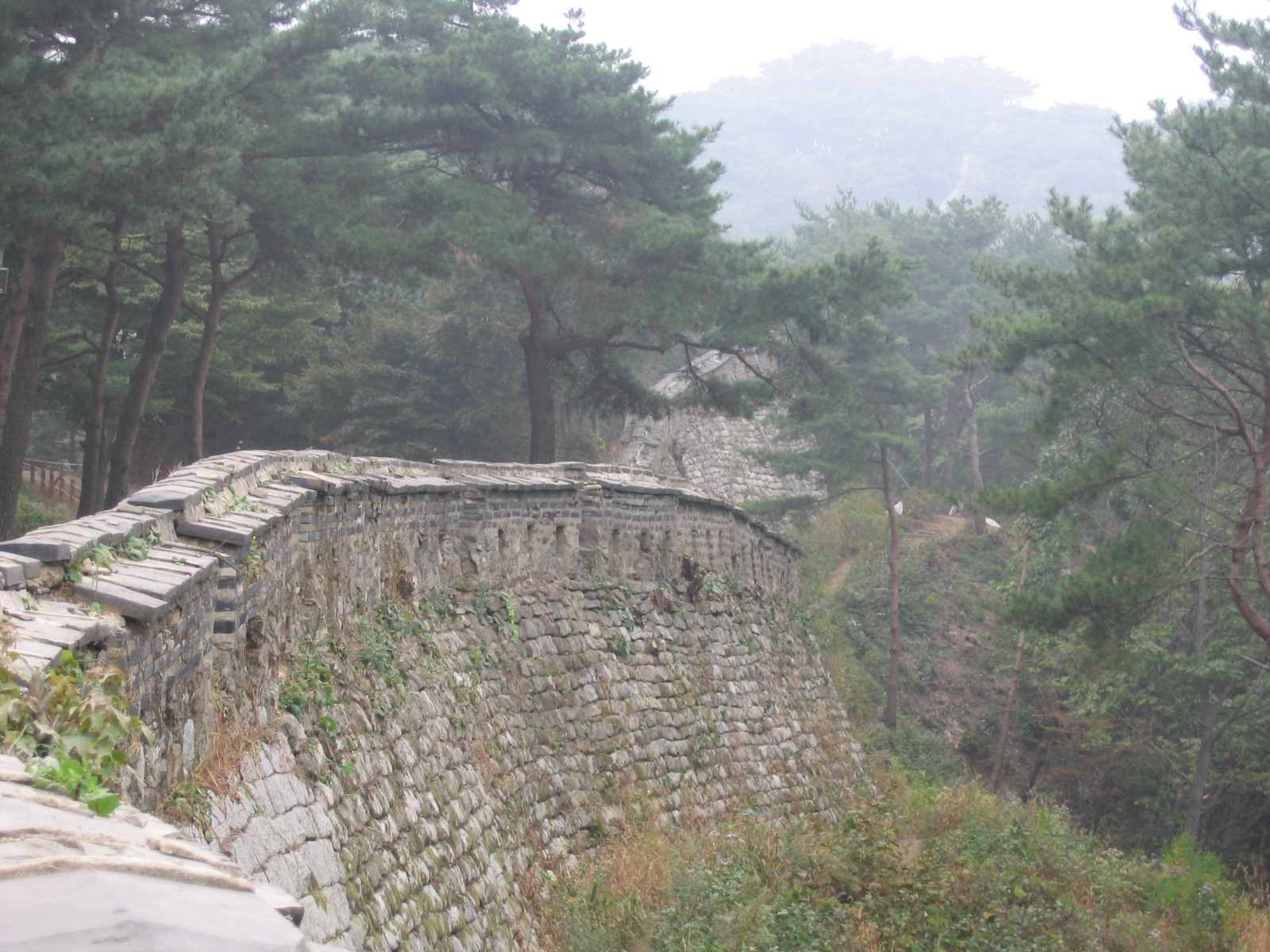
Corea contaba con algunos castillos en las montañas, como este. Sin embargo, existían otras fortificaciones con pobres estructuras y defensas.

Existían varios problemas con la organización del ejército coreano. Un ejemplo de esto era el hecho de que los oficiales locales no podían responder por su propia cuenta a una invasión extranjera, a menos que un general, nombrado directamente por la corte, llegara al lugar con un ejército recién movilizado. Esta política tenía muchas desventajas, ya que las fuerzas del área permanecían detenidas hasta que llegara a la escena el comandante asignado con su propio ejército y tomara el control. Por otro lado, los generales enviados procedían, en la mayoría de las ocasiones, de otra región, por lo que no estaban familiarizados con las condiciones topográficas, la tecnología disponible o la mano de obra existente en la región invadida.
Con respecto a los edificios fortificados, el principal tipo de construcción en la península era el llamado Sanseong o castillos de montaña. Este tipo de fortificaciones generalmente consistía de muros de piedra de poca altura construidos alrededor de las montañas en forma de serpentina.

#### Fuerza de las tropas
Hideyoshi movilizó a su ejército hacia el Castillo Nagoya en Kyūshū, el cual acaba de ser construido con el único objetivo  de servir de alojamiento a las fuerzas invasoras y a las reservas. La primera invasión consistió de nueve divisiones que contabilizaban en total 158 800 elementos. De ellos, 21 500 permanecían en las islas de Tsushima e Iki como reservas.
Por otro lado, la dinastía Joseon solo poseía pocas unidades militares y su defensa dependía en gran medida de la movilización de ciudadanos-soldados en casos de emergencia. Durante la primera invasión, el gobierno coreano contó con 84 500 tropas regulares, a los cuales se les unieron 22 000 voluntarios irregulares. El gobierno chino nunca mantuvo más de 60 000 elementos en Corea durante todo el conflicto, mientras que los japoneses utilizaron alrededor de 500 000 soldados a lo largo de toda la guerra.

### Armas

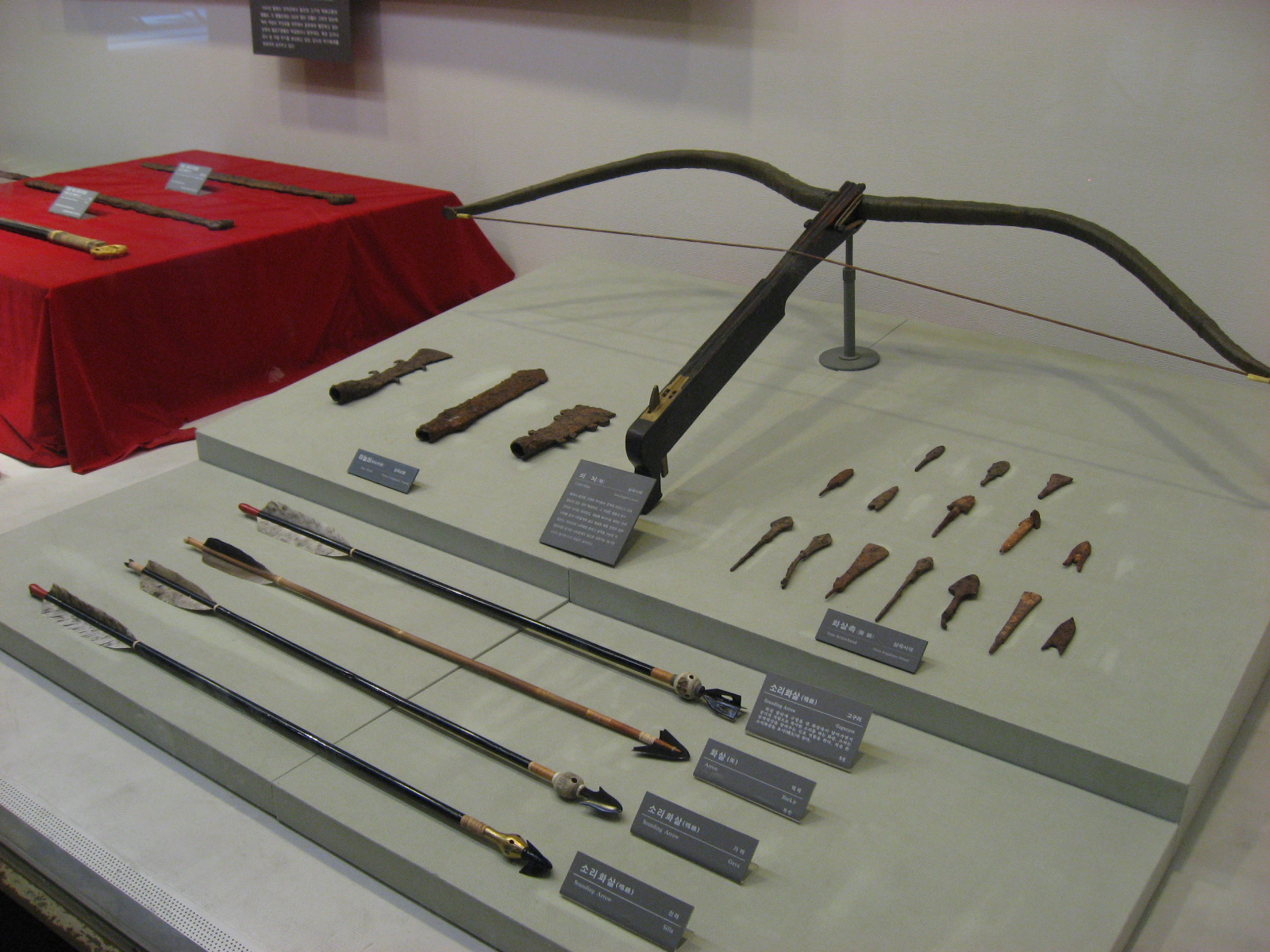
Ballesta coreana de la dinastía Joseon.

Desde su introducción en 1534 por parte de los comerciantes portugueses en la isla de Tanegashima, el uso del arcabuz fue rápidamente adoptado a lo largo de todo Japón. Tanto en Corea como en China se habían utilizado con anterioridad armas de fuego similares a los arcabuces portugueses, pero en modelos más antiguos. Estas viejas armas pronto entraron en desuso y en Corea se centró la atención en armas de pólvora, principalmente para artillería y tiro con arco. Cuando los diplomáticos japoneses ofrecieron como regalo a la corte Yi algunos arcabuces, el arma fue desestimada por la corte, a pesar de las observaciones del oficial Yu Seong-ryong, quien abogaba por su utilización.

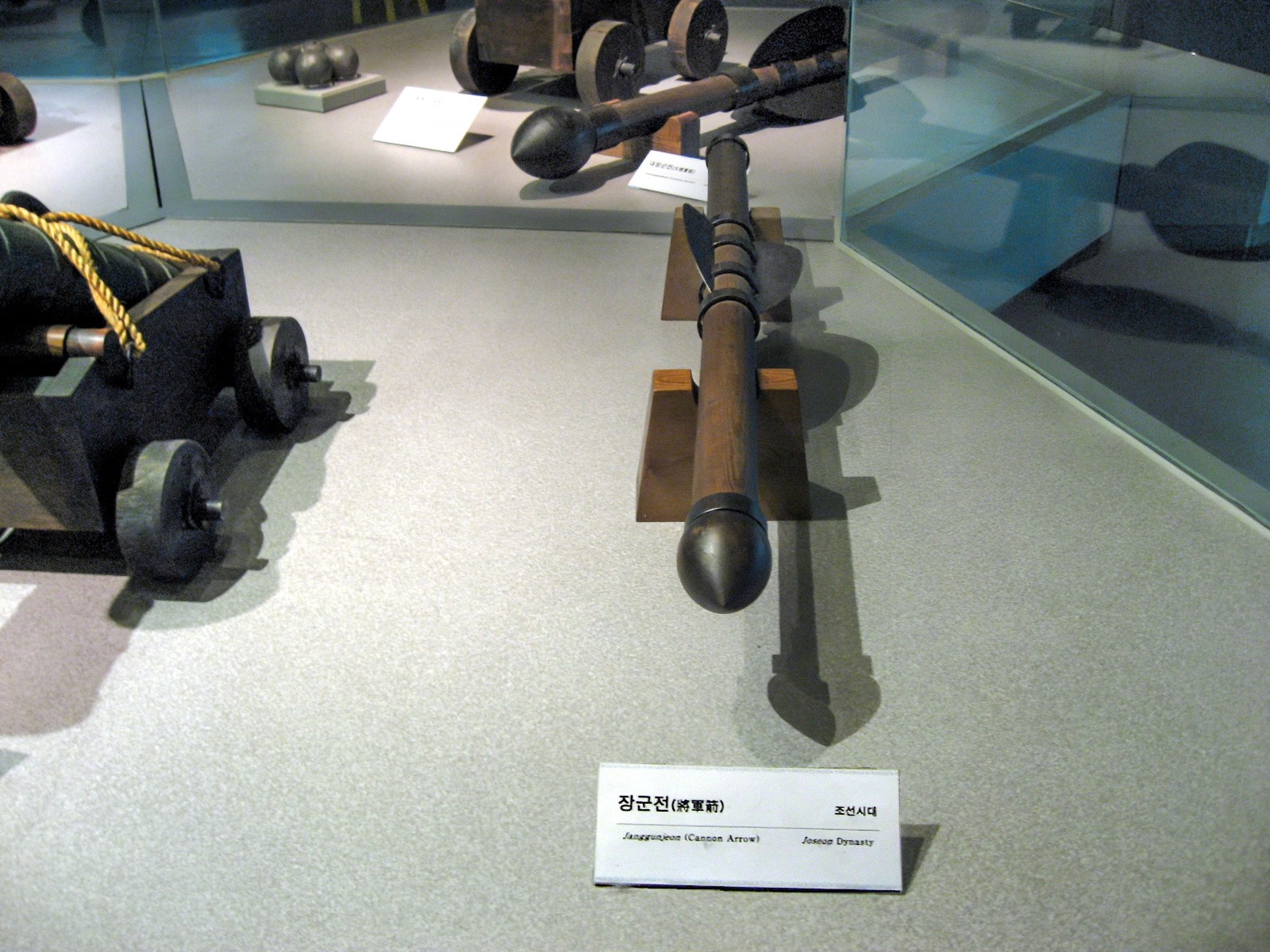
Gran flecha de madera con punta de acero. Estas eran disparadas desde los cañones coreanos.

La infantería coreana estaba equipada con espadas, lanzas, tridentes, arcos y flechas. El arco que utilizaban las tropas coreanas es considerado como uno de los mejores del continente en su época. Estas armas tenían un alcance de unos 460 metros, comparados con los 270 que alcanzaba el arco japonés. Desafortunadamente, la labor de capacitar a un soldado en el uso efectivo del arco era muy complejo y tardado, al contrario de la capacitación en el manejo del arcabuz.
La infantería china utilizaba una gran variedad de armas, debido a la gran diversidad de situaciones a las que se enfrentaba en el territorio de todo el imperio. Entre las principales armas que se empleaban estaban el arco, la ballesta, la espada (incluso para la caballería), mosquetes, bombas de humo y granadas de mano.
Al comienzo de la guerra los japoneses tomaron una significativa ventaja debido al gran número de armas de fuego con que contaban. Estas últimas tenían un alcance de más de 550 metros y un poder de penetración superior al de las flechas. A medida que el conflicto fue avanzando, tanto coreanos como chinos adoptaron e incrementaron el uso de mosquetes. Incluso se asegura que los chinos desarrollaron una armadura a prueba de balas, la cual fue utilizada durante la segunda invasión.
Corea desplegó sus divisiones de caballería durante la guerra, aunque el resultado fue muy negativo. El medio montañoso de Corea, aunado a la falta tanto de grandes planicies donde desplegar su ataque como de pastizales para alimentar a los caballos, además del uso de armas de fuego de largo alcance por parte de los invasores, supuso una gran desventaja. Los miembros de la caballería estaban equipados con mayal y lanzas para combate cuerpo a cuerpo, y arcos y flechas para el combate a larga distancia. La mayor parte de la acción que tuvo la caballería coreana ocurrió durante la batalla de Chungju, al comienzo de la primera invasión. En esta batalla fueron sobrepasados y vencidos por la infantería enemiga.
Las divisiones japonesas también incluían caballería, algunas veces equipadas con armas de fuego. Sin embargo, la gran mayoría estaba equipada con yari, las lanzas japonesas. Los japoneses no contaron con un gran número de guerreros a caballo, debido a que estos habían sido drásticamente reducidos durante las batallas internas por el uso de armas de disparos circulares, tal como en la batalla de Nagashino.

### Poderío naval

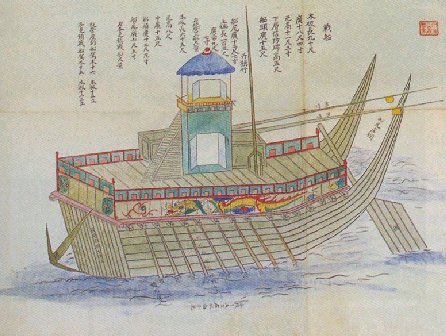
Bosquejo antiguo de un panokseon.

A diferencia de otras áreas dentro del ejército coreano, su flota naval era de destacar. El liderazgo en la tecnología de fabricación de barcos y artillería le dieron a sus naves una enorme ventaja. Debido a la necesidad que tenían de combatir a los piratas japoneses en alta mar, la construcción y mejora de los barcos se fomentó durante el periodo Goryeo y tuvo grandes avances durante la dinastía Joseon. Durante la guerra con Japón, el panokseon fue la «espina dorsal» del poderío naval coreano.
Debido a la ausencia total de cañones en los barcos japoneses, principalmente durante la primera fase de la guerra, la flota coreana podía bombardear las naves enemigas y mantenerse fuera del alcance de los arcabuces, flechas y catapultas enemigas. Incluso cuando los japoneses intentaron añadir cañones a su flota, lo liviano de sus embarcaciones ocasionaba que el tamaño de estas armas no pudiera ser demasiado grande y que la cantidad de las mismas tuviera que ser reducida.
Las embarcaciones japonesas tenían fallos básicos de diseño. Primero que nada, la mayoría de los barcos habían sido embarcaciones mercantes modificadas para el transporte de tropas. En segundo lugar, los barcos nipones solo tenían una vela cuadrada (efectiva solo con vientos favorables), mientras que las embarcaciones coreanas podían ser impulsados por velas o por remos. Otro factor importante era que los barcos invasores tenían un fondo en forma de «V», ideal para obtener más velocidad, pero con una capacidad de maniobra menor que la que se conseguía con el fondo plano utilizado en los panokseon. Por último, los barcos japoneses dependían de los clavos para mantener las tablas unidas, en tanto que en Corea se utilizaban estacas de madera; mientras que los clavos se corroían y aflojaban en alta mar, las estacas de madera se expandían endureciendo las uniones.
Mucho del éxito naval coreano es acreditado al liderazgo del almirante Yi y a sus estrategias de guerra, con las que ganó todas sus batallas en el mar, afectando severamente las rutas de abastecimiento enemigo.

## Legado

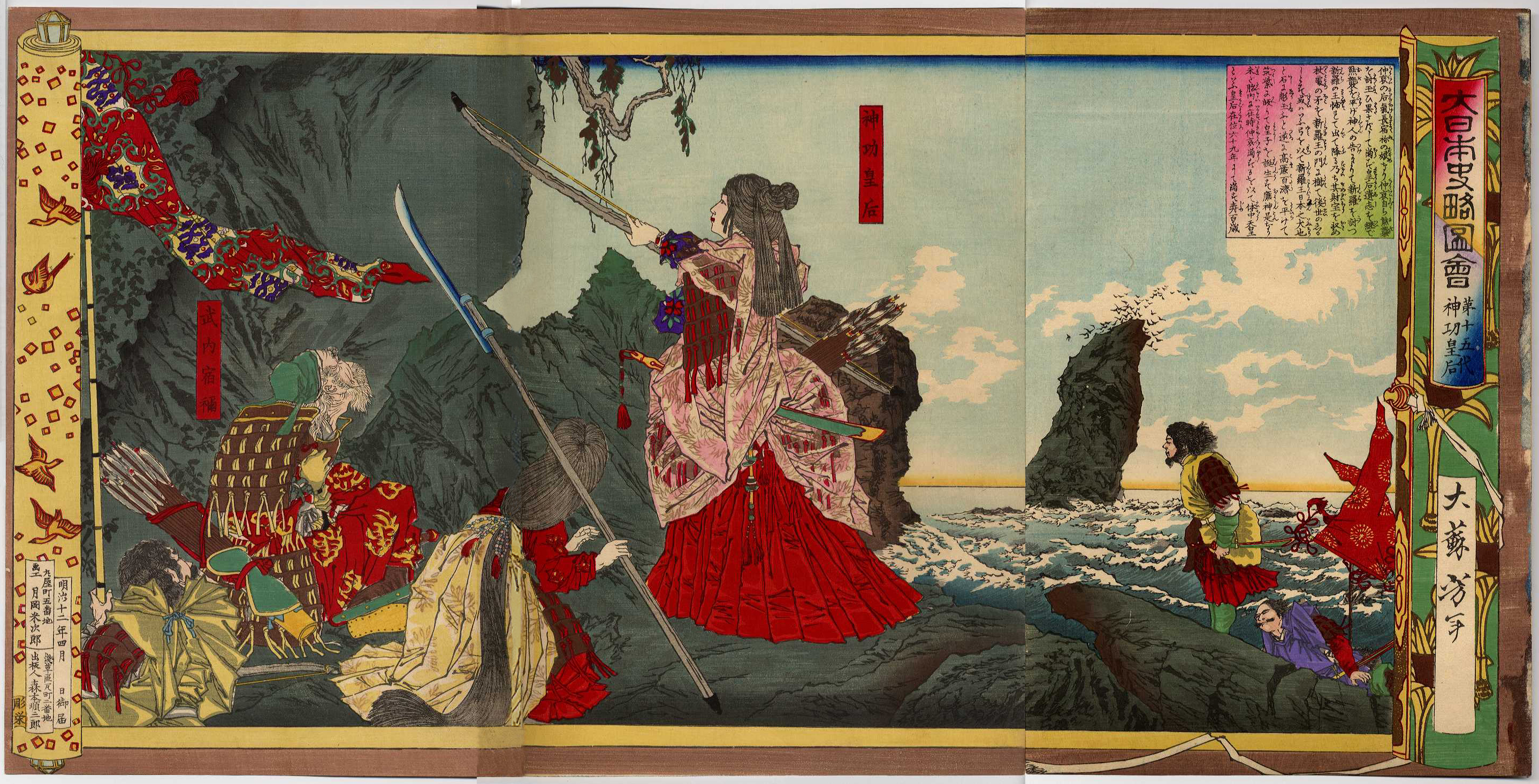
La emperatriz consorte Jingū llega a Corea. Pintura de 1880.

La guerra dejó un importante legado en los tres países. Corea ganó varios héroes nacionales. El almirante Yi fue y aún es objeto de reverencia en Japón. Como ejemplo de esto, el almirante Tōgō Heihachirō, famoso por su victoria en la batalla de Tsushima, durante la guerra ruso-japonesa, llamó al almirante Yi «el comandante naval más grande de toda la historia». En reconocimiento a la ayuda de China, el pueblo coreano construyó un altar al emperador Wanli, en el que se realizaron rituales en su honor.
En China, los historiadores colocan esta guerra como una de las «tres grandes campañas punitivas» del emperador Wanli. Actualmente es utilizada como un ejemplo de fraternidad entre China y Corea.
Líderes japoneses contemporáneos justificaron la guerra con una incursión anterior liderada por la emperatriz Jingū alrededor del año 400, asegurando que eran bendecidos y apoyados por Hachiman, el dios de la guerra. Esta ocupación parcial y temporal del territorio coreano, aunque basado en la mitología japonesa, se utilizó para argumentar que Corea había sido siempre parte de Japón.  Algunos líderes durante finales del siglo XIX y principios del XX utilizaron el conflicto como una excusa para la ocupación japonesa de Corea. El sentimiento antijaponés en el país anfitrión puede trazarse hasta 1592.
En los años 1930, el antiguo castillo de Hideyoshi, el Castillo Osaka, fue reconstruido como museo para conmemorar la historia militar de Japón. En el contexto del imperialismo japonés, la guerra es considerada como el primer intento del país de convertirse en una potencia mundial. Tanto en China como en Corea, la guerra fue la fuente de inspiración en contra del imperialismo japonés del siglo XX.

## El conflicto en la actualidad
A pesar del gran interés en las guerras del este de Asia, las invasiones japonesas a Corea no son muy conocidas en Occidente. El historiador británico Stephen Turnbull atribuye esta ignorancia al hecho de que se le han puesto títulos al conflicto como «Invasiones de Hideyoshi a Corea», tratando el tema simplemente como una extensión de la biografía de dicho personaje, sin darle la distinción de guerra en toda la extensión de la palabra. Algunos libros tratan el conflicto en tan solo algunas líneas, habiendo pocos libros especializados en el tema que ahonden en dicha historia.

### En los medios
El conflicto ha servido de tema central de algunas series televisivas, casi exclusivamente en Corea. Una de las más importantes series de televisión es Bulmyeolui Lee Soon-shin (Immortal Admiral Yi Sun-shin en inglés, Inmortal Almirante Yi Sun-shin), que se centraba en la figura de dicho héroe nacional. La serie fue televisada en ese país y en Estados Unidos en 2004 y fue producida por la Korean Broadcasting System, quienes aseguran que la audiencia en Estados Unidos alcanzó el millón de televidentes a lo largo del país.
En 2007 se estrenó la película de terror 그림자 Resurrection of the Butterfly (La resurrección de la mariposa), que centra la historia en la vida de Non Gae, una kisaeng que decidió tirarse al río Nam abrazada a un general japonés después de la victoria japonesa en Jinju, muriendo ambos ahogados. Un festival se celebra en Corea desde 1965 en su memoria.